# II. Viktor Emánuel-emlékmű
A II. Viktor Emánuel-emlékmű (olaszul: Vittoriano) Rómában, a Piazza Venezia szomszédságában, a Capitolinus domb oldalában található nemzeti emlékmű, melyet II. Viktor Emánuel, az egyesült Olasz Királyság első uralkodója tiszteletére emeltek.
Jelenleg a laziói Központi Múzeum működteti, tulajdonosa az olasz Kulturális Örökség Minisztériuma.
Ettore Ferrari, Giuseppe Sacconi és Pio Piacentini tervei nyomán készült 1885 és 1935 között, azonban már 1911-től látogatható volt a nyilvánosság számára, mivel ekkor ünnepelték Itália egyesítésének 50. évfordulóját és ehhez kapcsolódóan Torinóban nemzetközi kiállítást rendeztek.
Építészeti szempontból egy modern fórumnak tekintendő, lépcsőházakkal tarkított három szintű agora. Oldalportáján oszlopsor húzódik.
II. Viktor Emánuel olasz király volt a nemzeti egység kialakítója, az idegen uralom alóli felszabadítás végrehajtója. Az ezen tettek miatti tisztelet végett emeltetett az emlékmű. Építészeti és művészeti szempontból is nagy a jelentősége, Olaszország egyik fontos nemzeti jelképének tekintik.
Megtalálható itt a Haza oltára (Altare della Patria) és az Ismeretlen Olasz Katona Emlékműve, mely az összes háborúban elhunyt olasz katonának állít emléket.
Gyakran az egész II. Viktor Emánuel-emlékművet említik a Haza Oltáraként, de ez hibás megfogalmazás, hiszen az csak az emlékmű egy része.
Róma történelmi központjában található, de a Piazza Venezia térről kiinduló utak által összeköttetésben van a modern városrésszel is.

## Áttekintés

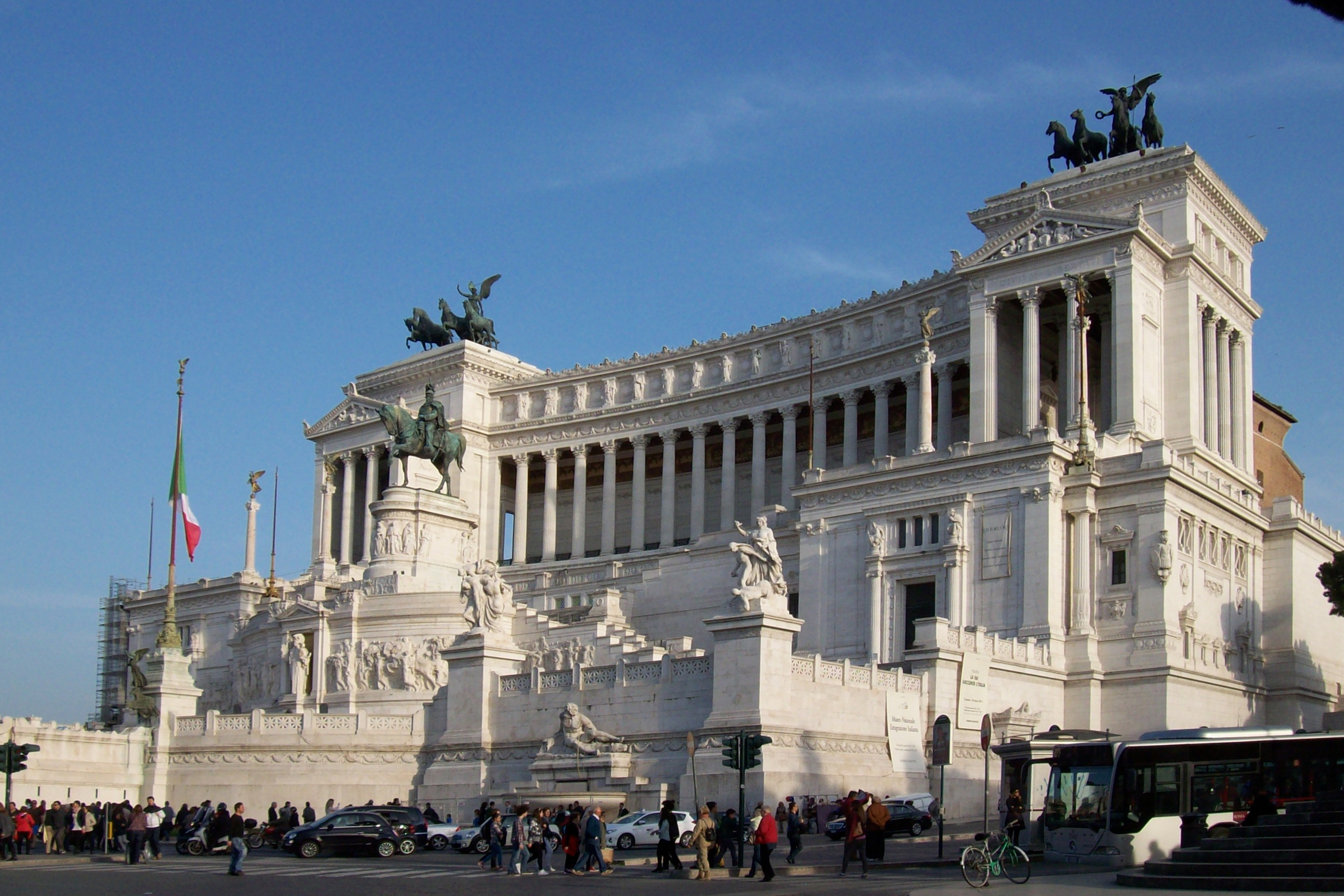
A II. Viktor Emánuel-emlékmű

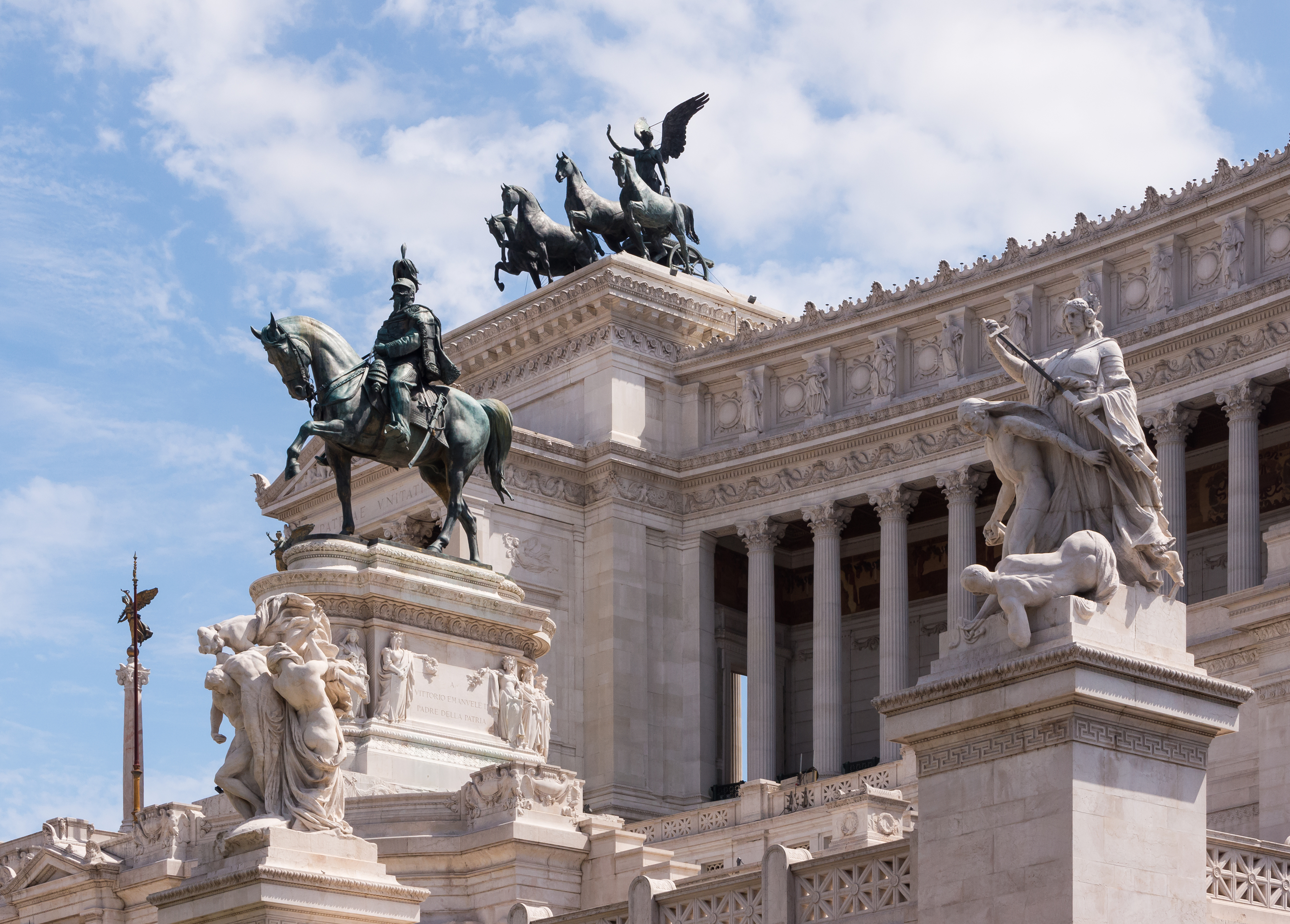
Építészeti és művészeti szempontból is kiemelkedő

A Vittoriano külső lépcsői a Capitolinus domb északi lejtőjén húzódnak, kiinduló pontjuk a Piazza Venezia.
Építészeti stílusa neoklasszikus, eklektikus, korinthoszi oszlopok körvonalazzák, lenyűgöző szökőkutak tarkítják. Láthatjuk II. Viktor Emánuel lovas szobrát, és Viktória istennő négylovas díszkocsis alakját is.
2007-ben kibővítették az épületszerkezetet, felvonót építettek hozzá, mely mára lehetővé teszi, hogy a látogatók az emlékmű tetejéről, 360 fokos panorámában lássanak rá Rómára. A felvonón kívül természetesen lépcsőzési lehetőség is adott, 196 lépcsőfok az "ára" a kilátásnak.
Az épület 135 méter széles, és 70 méter magas. A égbe törő emlékművekkel együtt eléri a 81  méter magasságot is. Alapterülete 17.550 négyzetméter.

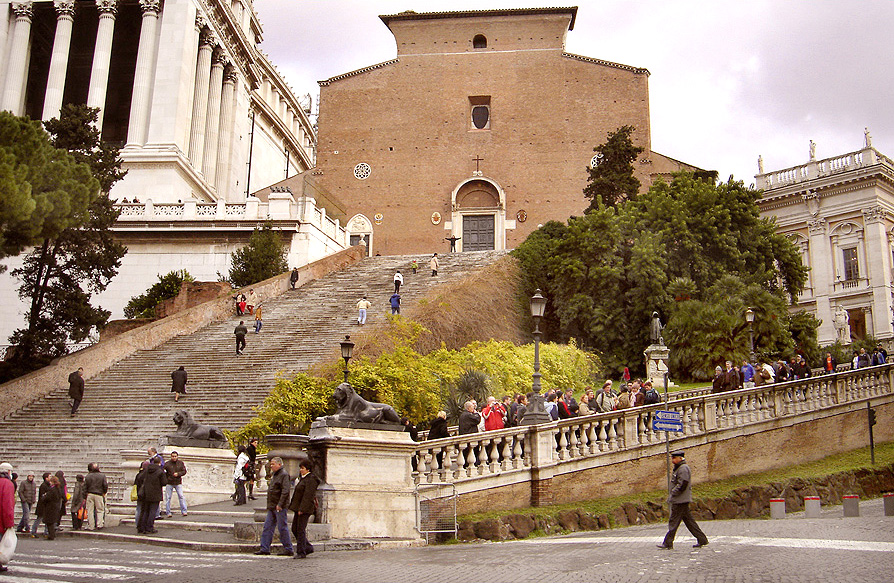
A Santa Maria in Aracoeli bazilika. Bal oldalán látható a Vittoriano, mely a Piazza Venezia felől eltakarja a templomot

Az emlékmű olyan nemzeti érzéseket személyesít meg, mint a hazaszeretet és az olasz nemzeti egység. Történelmi szempontból az Egyesült Olaszország létrejötte, az 1820-as forradalom vagy Róma fővárossá válása 1870-ben.
II. Viktor Emánuel szárd-piemonti királynak döntő szerepe volt abban a folyamatban, melyben Itáliát saját koronája alatt egyesítette, ezért az olaszok Padre della Patria, vagyis az Haza Atyjaként emlegették.

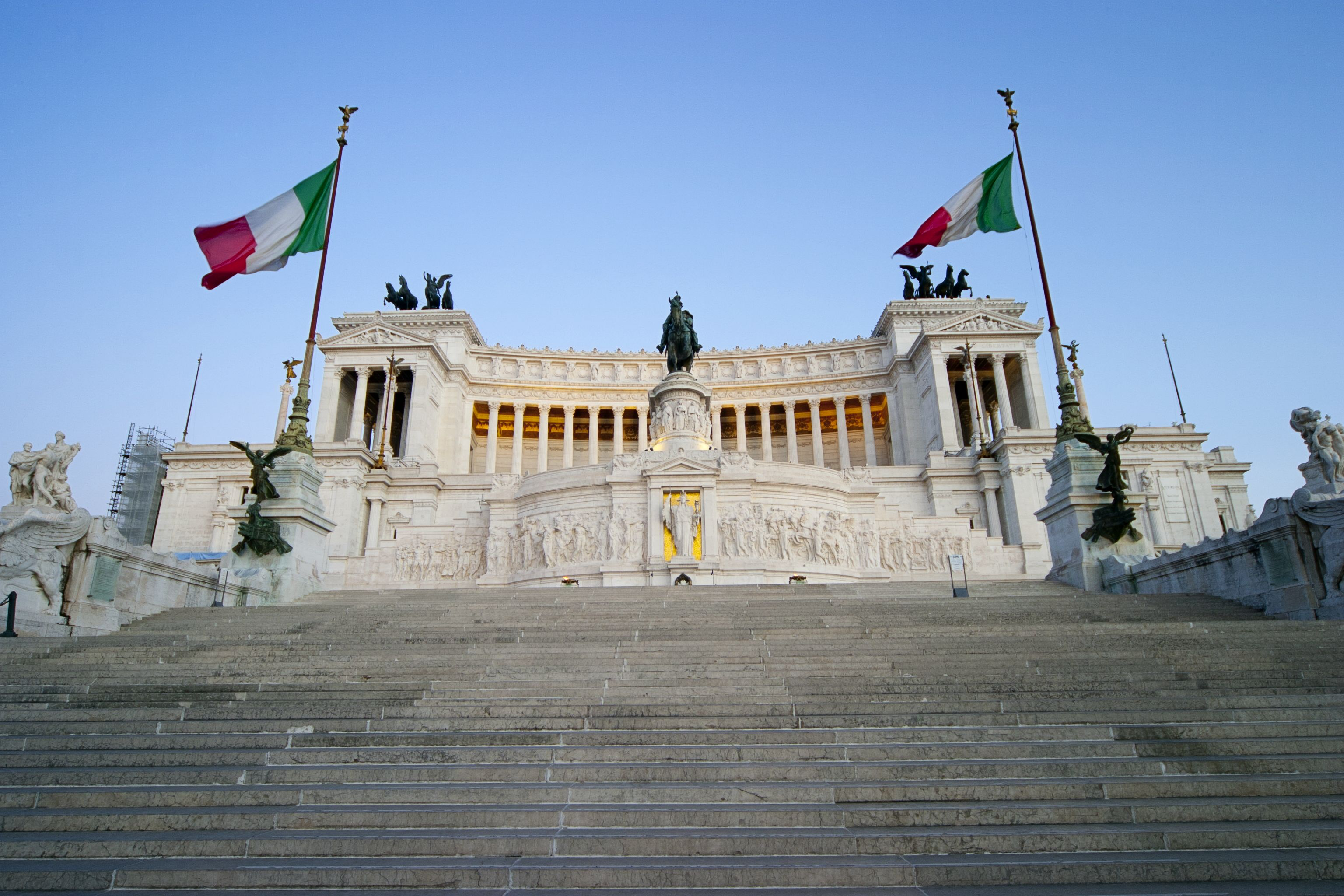
Az emlékműhöz vezető főlépcső

Komoly jelentőséggel bír az épület és a lépcső márványborítása. Hazafias, erődemonstráló menetelésre alkalmasnak érződött ez a hely a történelem során.
Építészeti stílus szempontjából az építményt díszítő elemek és műalkotások azzal a céllal lettek kialakítva, hogy egy jól felismerhető és elkülöníthető nemzeti stílust hozzanak létre. Cél volt, hogy az ókori Róma  pompájának teret adjanak.
Giuseppe Sacconi neoklasszikus stílusban ötvözte a klasszikus görög és római elemeket, melyet eklektikus hatásokkal fűszerezett meg.
Mivel az emlékművet fontos nemzeti szimbólumként tartják számon Olaszországban, így minden évben a fontos nemzeti ünnepeken ezen a helyszínen is tartanak megemlékezést. Ezek a Felszabadulás Napja (április 25.) a Köztársaság Napja (június 2.) és a Fegyveres Erők Napja (november 4.) Ilyenkor az olasz miniszterelnök és a magasabb rangú tisztviselő rendszerint megkoszorúzzák az Olasz Ismeretlen Katona sírját is, ezzel emlékezvén a háborúk során elhunytakra.

## Története

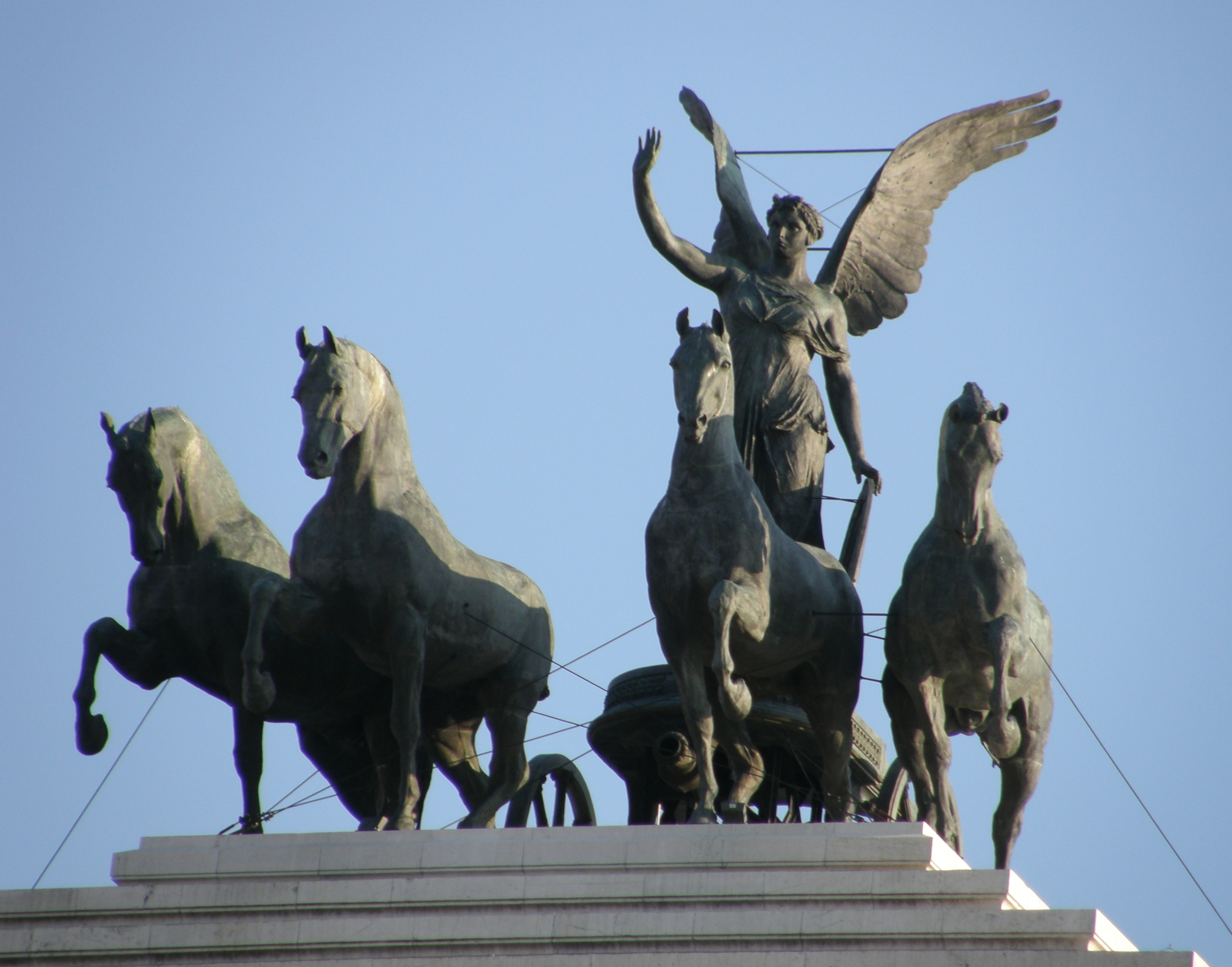
Négylovas ókori díszkocsi (quadriga) az emlékmű csúcsán

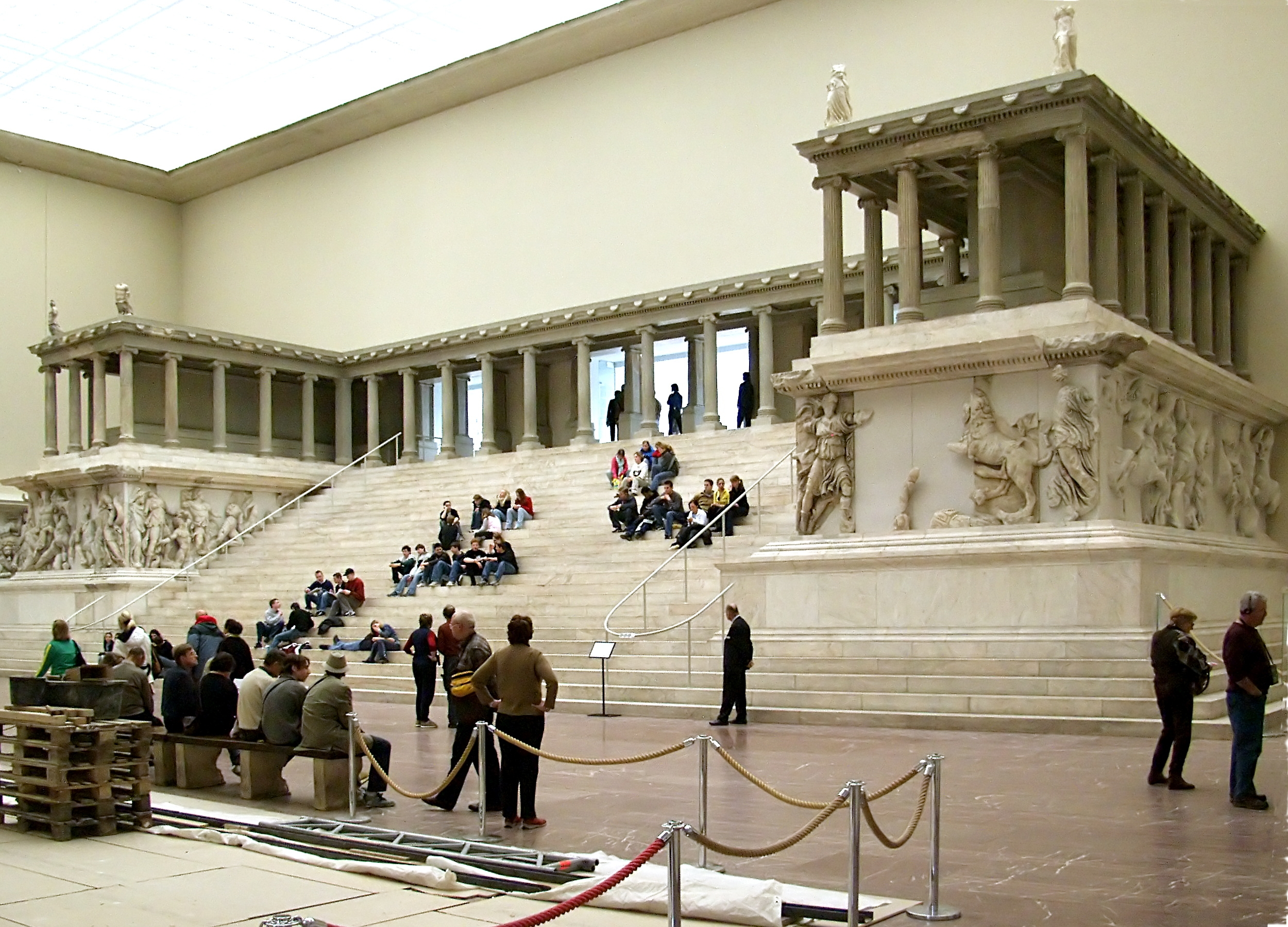
A Pergamon oltár homlokzata – ez ihlette az emlékművet tervező Giuseppe Sacconit

II. Viktor Emánuel 1878. január 9-én halt meg. Halála után sokak kezdeményezésére felállították az emlékművet, ezzel is elismerve mindazt, amit az országért tett. Felszabadította az idegen hatalom alól, illetve Camillo Benso di Cavourral és Giuseppe Garibaldival való közös politikai munkájának tulajdonítható az egyesített Olaszország létrehozása.
Az akkori olasz kormány jóváhagyta az emlékmű megépítését Róma északi részén, a Capitolinus dombnál, Róma hét dombjának egyikénél. Az emlékmű az egyesített Olaszország első királyát ünnepelte és a nemzeti egység és hazafiság szimbólumává vált.

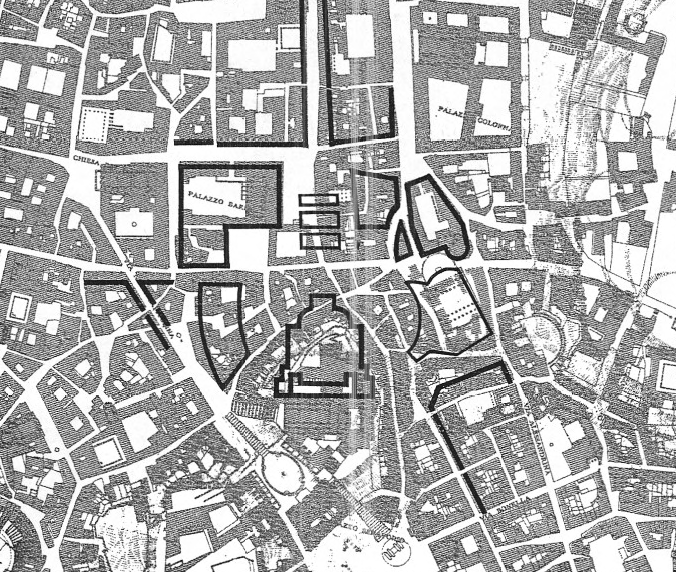
Térkép 1870-ből, amelyen az építkezés területe és a jövőbeni Piazza Venezia szerepel

1884 és 1899 között  kezdték el megtisztítani a területet, ahová az emlékmű került. Nehéz helyzetben voltak, hiszen Róma történelmi városrészében az épületek a középkorig visszanyúló várostervezési modell szerint helyezkedtek el. A Piazza Venezia tér helye is ekkor lett kijelölve a Palazzo Veneziaval szemben.
Az fő cél az volt, hogy Rómát olyan modern európai fővárossá tegyék, mint  amilyen Berlin, Bécs, London és Párizs. Ebben az összefüggésben a Vittoriano egyenértékű lett volna a berlini Brandenburgi kapuval, a londoni Admiralitás Archével és a párizsi Opéra Garnier-rel; ezek az épületek mind a maguk grandiózusságával nemzeti erőt és büszkeséget sugallnak.
Az emlékmű az új Olaszország egyik szimbólumává vált, összekapcsolva az ókori Rómát a pápai Rómával.

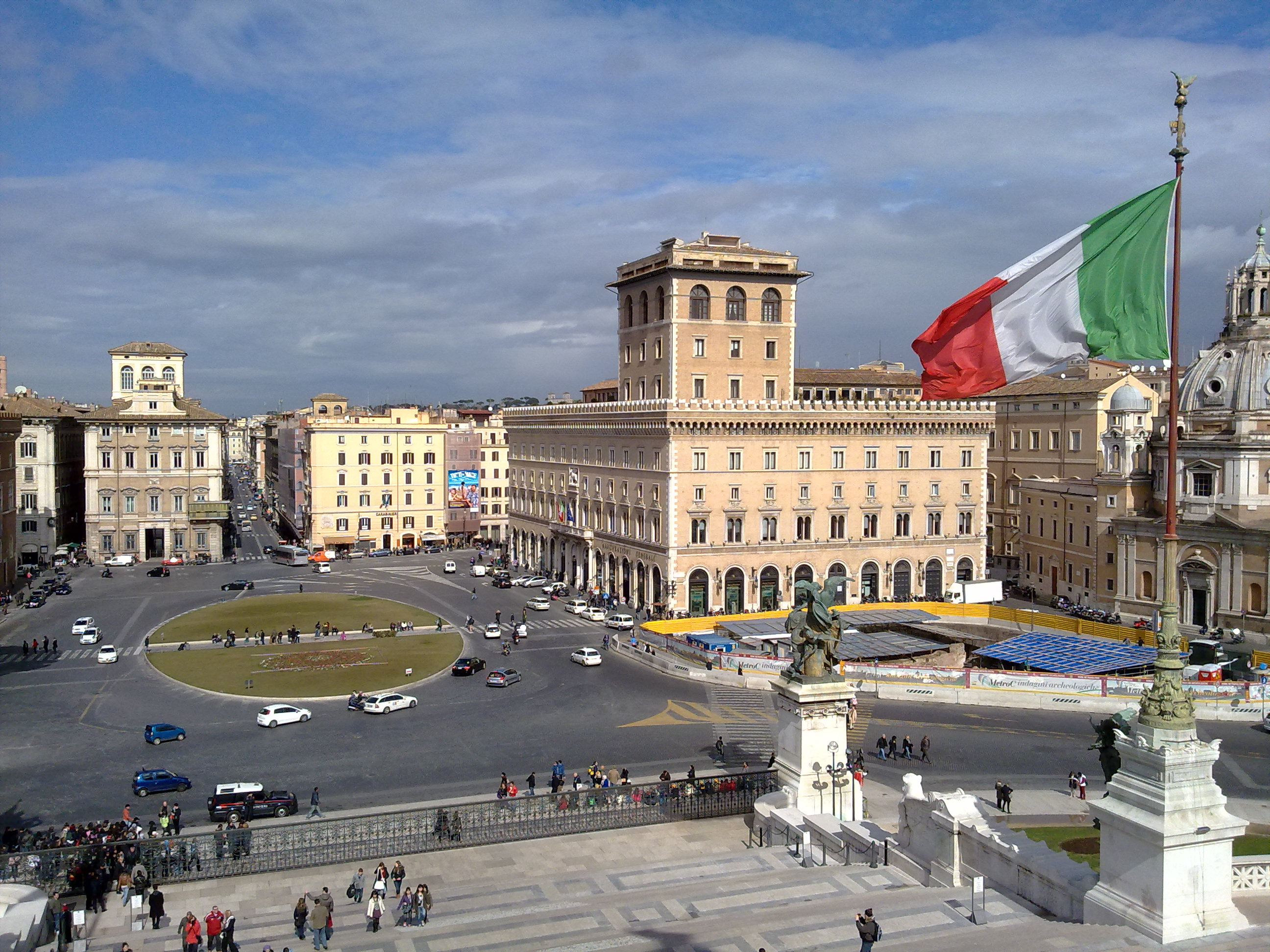
Piazza Venezia a Vittoriano teraszáról

Az szobrokon olasz szobrászok dolgoztak, többek között Leonardo Bistolfi, Manfredo Manfredi, Giulio Monteverde, Francesco Jerace, Augusto Rivalta, Lodovico Pogliaghi, Pietro Canonica, Ettore Ximenes, Adolfo Apolloni, Mario Rutelli és Angelo Zanelli,. A részben elkészült emlékművet 1911. június 4-én nyitották meg a torinói nemzetközi világkiállítás és az olasz egyesülés 50. évfordulója alkalmából. Az építkezés a 20. század első felében folytatódott, és 1935-ben teljes mértékben elkészült.
Giuseppe Sacconi csak a tervezési szakasz után, az emlékmű felépítésekor hozta meg a döntést, hogy a Vittorianóban a haza számára szentelt oltárt építsen be. A Vittorianón belül számos művészeti alkotás emlékeztet az ókori Róma történetére.

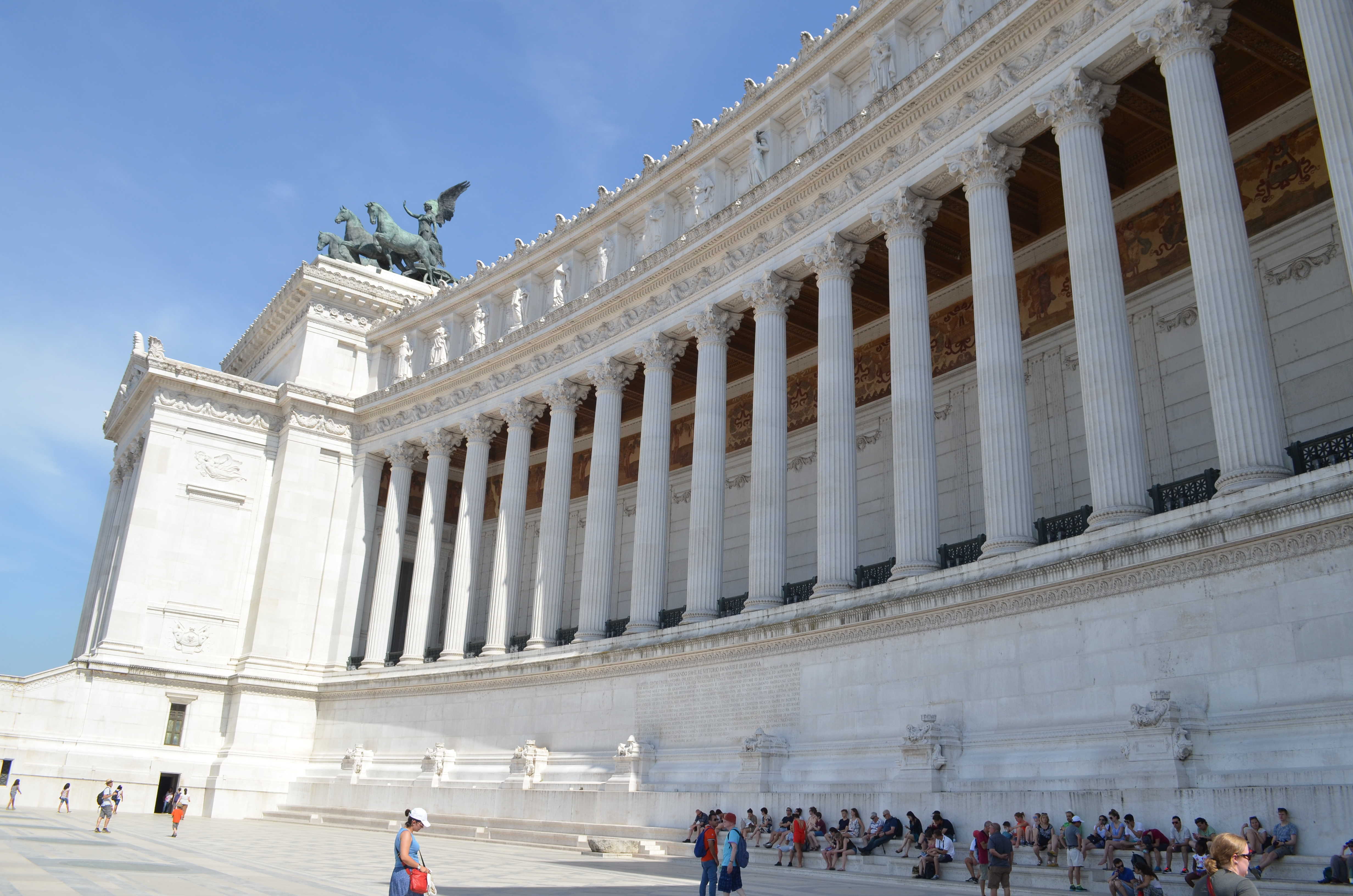
Az oszlopcsarnok a térről nézve

Az első világháborút követően a Vittorianóban helyezték el az ismeretlen katona sírját, akinek személyazonossága továbbra sem ismert, mivel a súlyos sérülések, amiket elszenvedett, a testet felismerhetetlenné tették. Minden, a háborúk során elhunyt olasz katonának emléket állít ez a sír.
A fasizmus eszméinek 1922-es elterjedésével a Vittoriano vált a Benito Mussolini vezette tekintélyelvű rezsim katonai felvonulásainak helyszínévé. A második világháború után az emlékművet megfosztották minden fasiszta szimbólumától és újra betöltötte eredeti funkcióját, az olasz nemzet és népének szentelt világi templomként. A 20. század második felében azonban a nemzeti identitás szimbólumának jelentősége csökkenni kezdett, amikor a közvélemény az emlékműhöz fájó emlékként kezdett viszonyulni. A 21. század fordulóján Carlo Azeglio Ciampi, Olaszország elnöke szorgalmazta az olasz nemzeti szimbólumok, köztük a Vittoriano átértékelését.

## Az Ismeretlen Katona Sírja

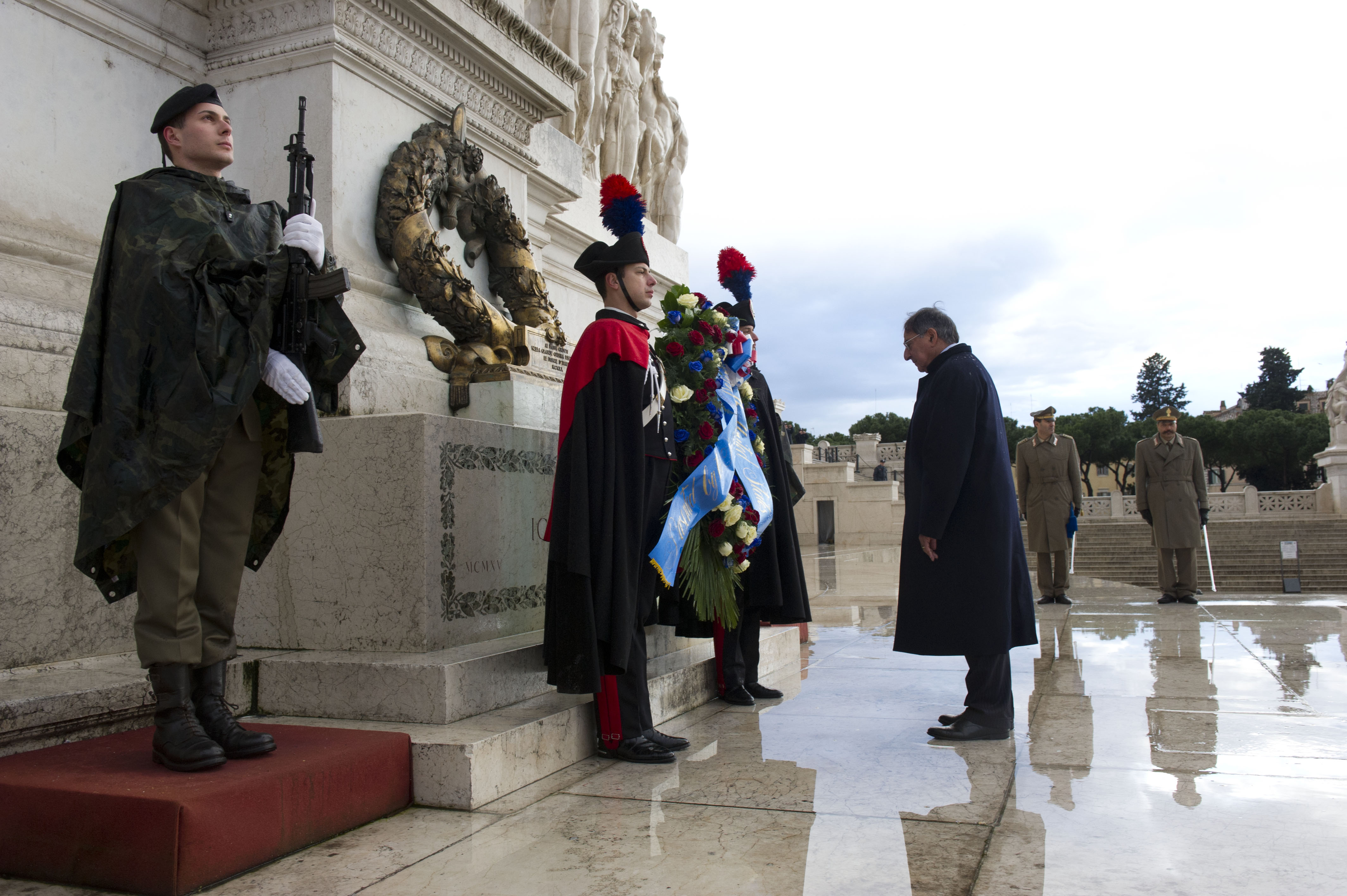
Az Egyesült Államok volt honvédelmi minisztere, Leon Panetta tiszteleg az ismeretlen katona sírjánál. (2013. január 16.)

Az emlékműben örökmécses található. Az első világháború után a Róma istennő szobra alatt építettek Giulio Douhet tábornok ötlete alapján. Az ismeretlen katona holttestét 1921. október 28-án választotta ki 11 ismeretlen maradvány közül Maria Bergamas, egy nő a Gradisca d'Isonzoból, aki egyetlen gyermekét vesztette el az első világháború alatt. A kiválasztott ismeretlen katonát átvitték Aquileiából Rómába és 1921. november 4-én állami temetésen temették el.
Sírja egy szimbolikus szentély, amely a háború összes halott és eltűnt személyének állít emléket. Az ismeretlen katona sírját, folyamatosan fegyveres őrök felügyelik, két oldalán örökmécses ég.
Az örökmécsesek allegorikus jelentéssel bírnak. Évszázados szimbólumok ezek, melyek a halottkultuszhoz köthetők. Az örökké égő tűzet szimbolizálják, ebben az esetben az ismeretlen katonára vetítve, amelyet hazafias szeretetet tükröz és az olaszok örök emlékezését, még azokét is, akik távol vannak az országuktól.

## A Vittoriano alaprajza
| 1. Vittoriano bejárata Manfredo Manfredi művészi kapujával; 2. Szoborcsoport A gondolat: Giulio Monteverde; 3. Szoborcsoport Francesco Jerace; 4. Adriai szökőkút Emilio Quadrelli; 5. Augusto Rivalta szoborcsoport; 6. Szoborcsoport Lodovico Pogliaghi; 7. A Pietro Canonica Tyrrhenus szökőkútja; 8. SzoborcsoportLeonardo Bistolfi; 9. Szoborcsoport, Ettore Ximenes; 10. Szoborcsoport, Giuseppe Tonnini; 11. Bejárati lépcső; 12. Edoardo Rubino szobra 13. Edoardo De Albertis szárnyas győzelem szobor 14. Az ismeretlen olasz katona sírja; 15. Angelo Zanelli, Róma istennő szobra; 16. Eugenio Maccagnani olasz városok szobrai; 17. Enrico Chiaradia; II. Viktor Emánuel lovas szobra; 18. Szárnyas győzelem a diadaloszlopon : Nicola Cantalamessa Papotti szobra; 19. Szárnyas győzelem a diadaloszlopon Adolfo Apolloni; 20. Propylaeus az oszlopsorral, tetején a Quadriga 21. Szárnyas győzelem a diadaloszlopon: Mario Rutelli; 22. Cesare Zocchi a szárnyas győzelem a diadaloszlopban; 23. Propylaeus az oszlopsorral, tetején a Quadriga 24. Portico oszlopsorral | A Vittoriano sematikus térképe |

## Építészeti és művészeti alkotások

### A két tenger szökőkútja

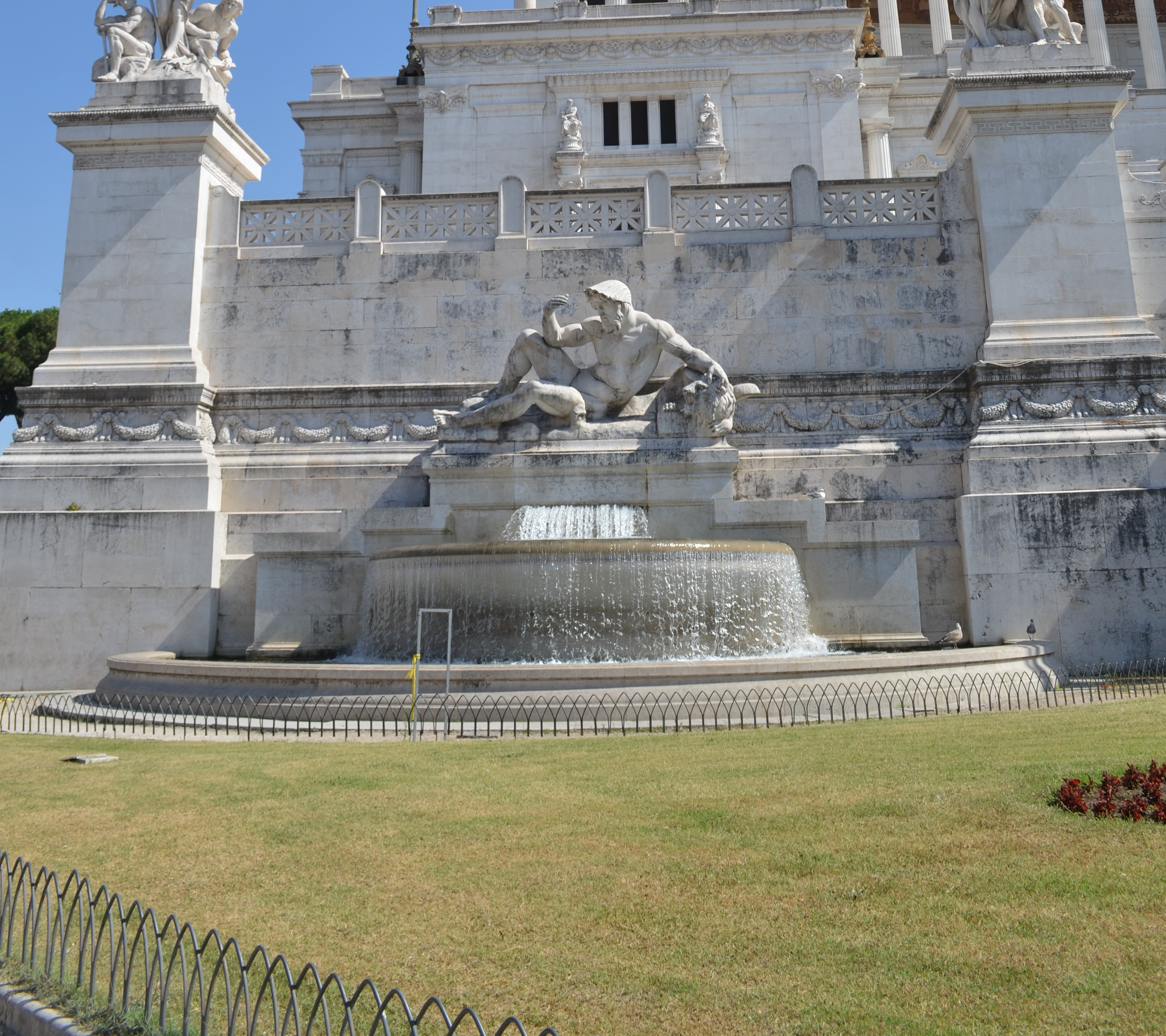
Az adriai tenger szökőkútja

A Vittoriano főbejáratával szemben, a Piazza Venezia oldalán helyezkednek el a „két tenger szökőkútjai”, amelyek az Adriai-tengerre és a Tirrén-tengerre vonatkoznak. Mindkettőt egy virágágyásba helyezték el és már a megépítésükkor rendelkeztek egy hidraulikus rendszerrel, amely a vizet újrahasznosítja, elkerülve ezzel a felesleges hulladéktermelést. A két szökőkút tehát a két fő olasz tengert jelképezi, és ebből a szempontból is kijelenthető, hogy a Vittoriano az egész országot, az Olasz-félszigetet képviseli, földrajzi szempontból is.
A bejárattól egy impozáns lépcső vezet az oltárhoz és az Ismeretlen Olasz Katona sírjának teraszára.
A Vittoriano művészi kapuja – amely Manfredo Manfredi alkotása – sajátossága, hogy "rejtett", vagyis képes sínek segítségével függőlegesen a föld alá csúszni. A korlát leengedését lehetővé tevő, eredetileg hidraulikus berendezést építésük idején a világ egyik legfejlettebb technológiájának tekintették. A bejárati kapu hossza 40 méter és súlya több, mint 10 ezer tonna.
Az oltár oldalain a lépcsők folytatódnak és két szimmetrikus lépcsősorra osztódnak, amelyek párhuzamosak az ismeretlen katona sírjával. Minden ajtó fölött két szobor van, a bal oldali ajtó felett a Politika és a Filozófia szobra található, míg a jobboldali két szobor ábrázolja a Háborút és a Forradalmat.

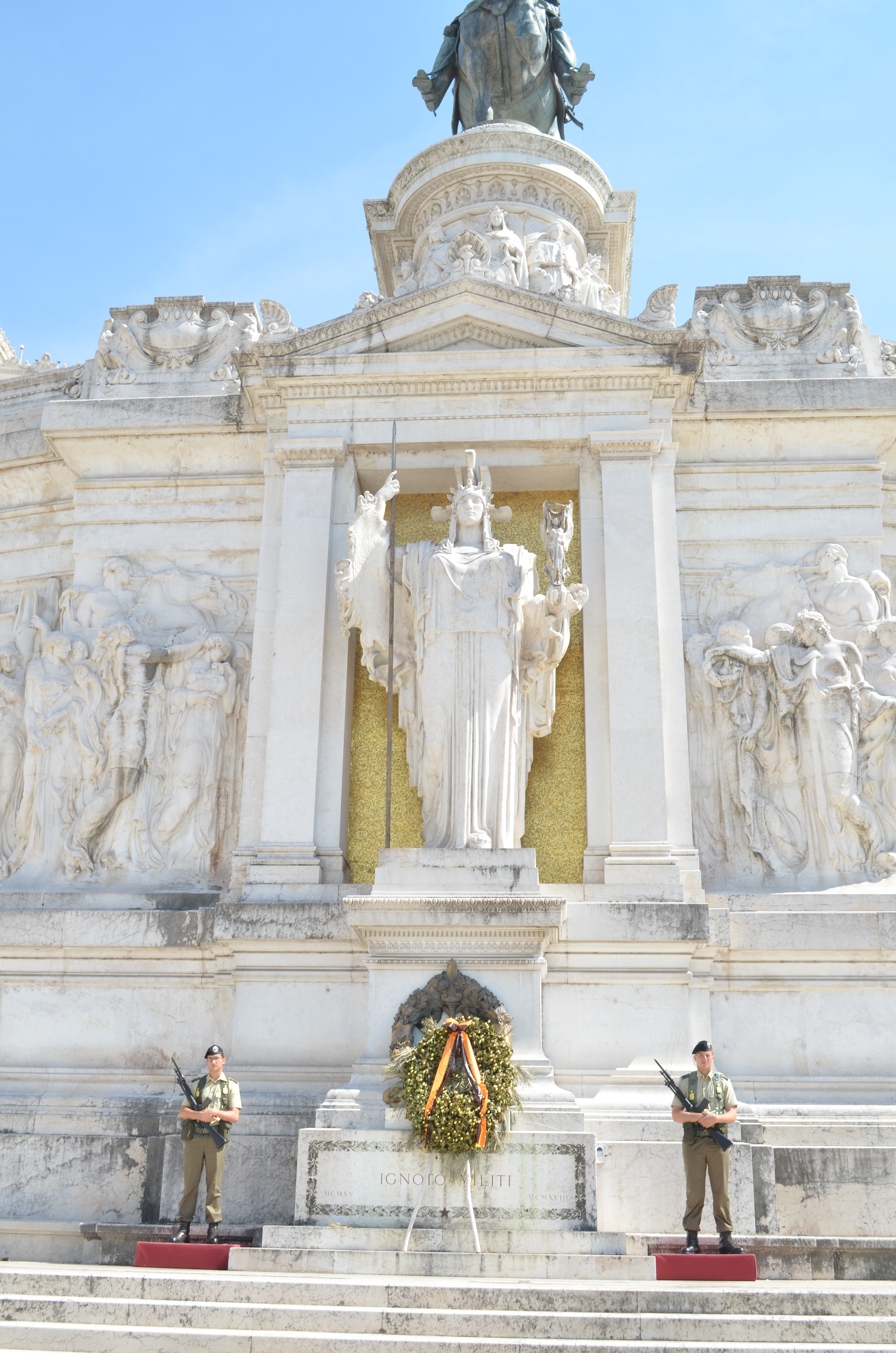
A Haza oltára, a Vittoriano szimbolikus központja, az ismeretlen katona sírjával. A Róma istennő szobra felett II. Viktor Emánuel, az egységes Olaszország első királya látható lovon

A városok, amelyek Olaszországgal egyesültek a rapallói egyezmény (1920) és a római egyezmény (1924) szerződés alapján, az első világháború végén létrejött békemegállapodások alapján: Trieszt, Trento, Gorizia, Pula, Fiume és Zara voltak.
Az 1947-es párizsi szerződéseket követően Pulát, Fiumét és Zarát Jugoszláviához, illetve annak későbbi feloszlatása után Horvátországhoz csatolták. A konfliktus után Gorizia két részre oszlott: az egyik rész Olaszországban maradt, míg a másik, amelyet Nova Gorica névre neveztek át, először Jugoszláviához, majd Szlovéniához került. Minden megváltott várost egy oltár képvisel a hátsó fal mellett, amelyen a megfelelő városi címer látható. A hat oltárt 1929 és 1930 között a teraszon helyezték el.

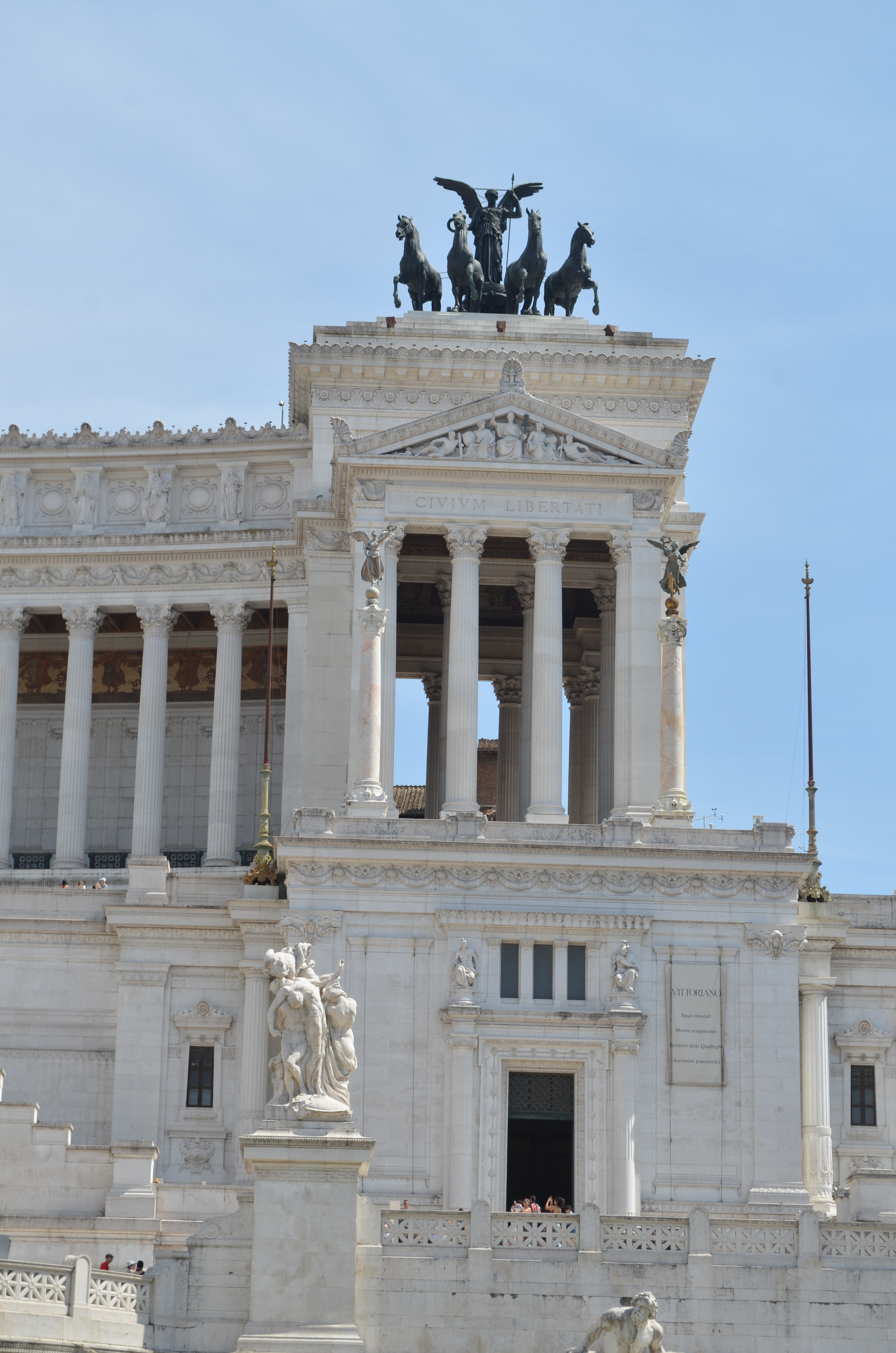
A jobb oldali propülaia (díszes kapu), mely a polgárok szabadságának jelképe. Alatta a két ajtó közül az egyik, mely a belső terekhez vezet.

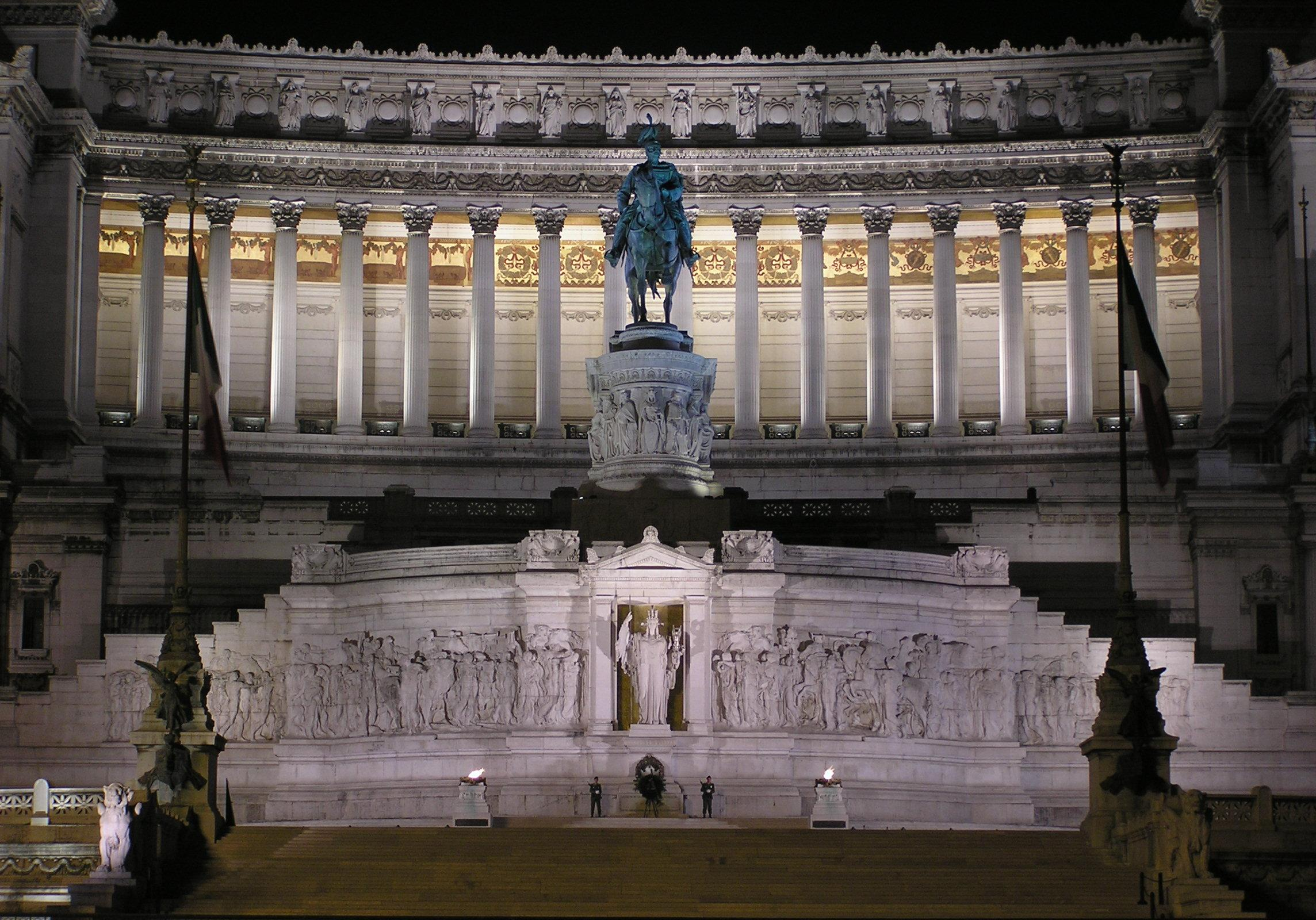
Az oszlopsor és a fő szobor éjszakai fényben

### A haza oltára

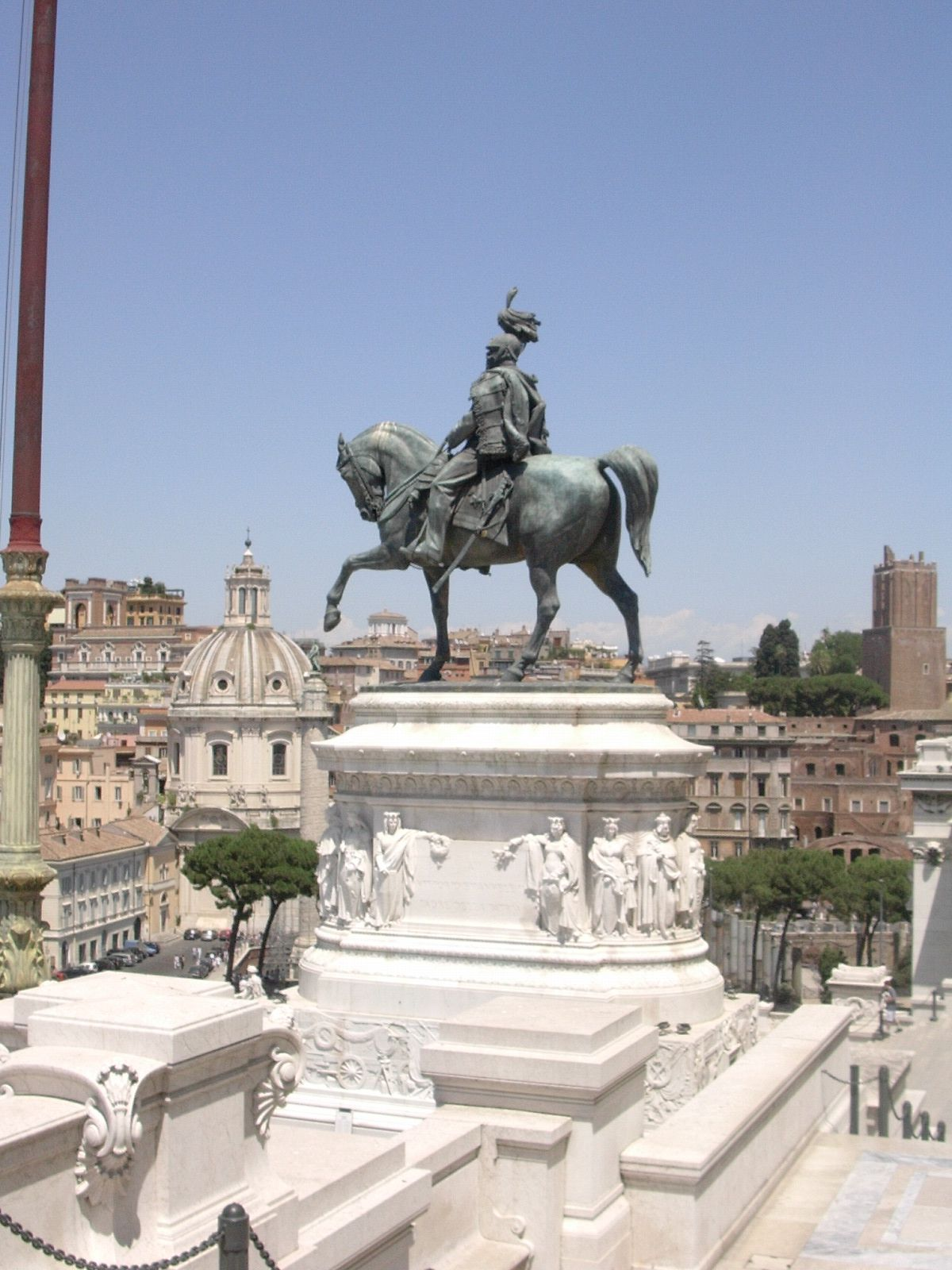
II. Viktor Emánuel lovas márványszobra

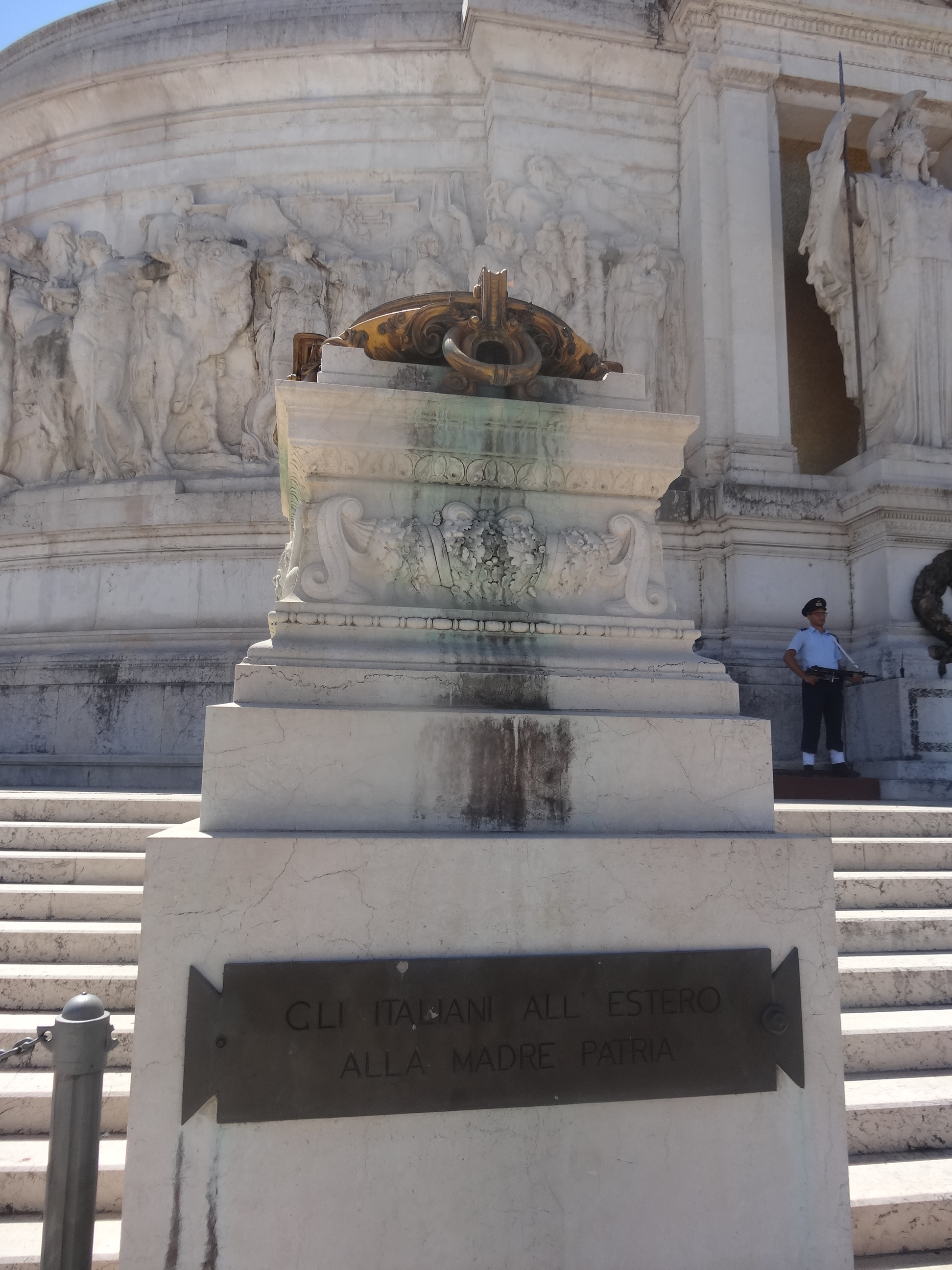
A két örökmécses közül az egyik, melyek folyamatosan égnek az ismeretlen katona sírjának oldalain

A Haza oltára a Vittoriano leghíresebb része, gyakran Vittoriano alatt csak ezt a részt értik. A főlépcső fölött található, Angelo Zanelli brescai szobrász tervezte.
Róma istennő szobra a 19. században megszakította azt a divatos szokást, amelyben a téma ábrázolása kizárólag háborús vonásokkal történt. Angelo Zanelli munkájában úgy döntött, hogy a szobrot azzal teszi kiemelkedővé, hogy utal Pallasz Athénére, a bölcsesség és a művészet, valamint a háború görög istennőjére. Az istennő szobra arany háttérből emelkedik ki.

### II. Viktor Emánuel lovas szobra
II. Viktor Emánuel lovas szobra Enrico Chiaradia bronzműve és a Vittoriano építészeti középpontja. Az olasz nemesi városokat a szobor márványlapján kifaragva jelenítette meg. A szobor bronzból készült, 12 méter magas, 10 méter hosszú, súlya 50 tonna. A márvány alappal együtt az egész szobrászati csoport 24,8 méter magas.
II. Viktor Emánuel lovas szobra a Vittoriano egyetlen nem szimbolikus ábrázolása. Az ókorban a lovasszobrok az ábrázolt személy felmagasztalására irányultak, akinek háborús erényeit hangsúlyozták.

### A nemesi városok szobrai
A II. Viktor Emánuel lovas bronzszobrának alján helyet kapó szobrok Olaszország 14 nemesi városának allegorikus alakjai.
A nemesi városok 14 szoborral való ábrázolása szándékosan II. Viktor Emánuel lovasszobra alá van helyezve, amely metaforikusan szimbolizálja Olaszország történelmi alapjait is. Szélesebb értelemben képviselik azt az elképzelést is, miszerint a szülőföld egységének egésze az önkormányzatok által alkotott egység alapján nyugszik. A 14 várost ábrázoló szobrok ugyanazon szobrász, Eugenio Maccagnani alkotásai.

### Az oszlopcsarnok

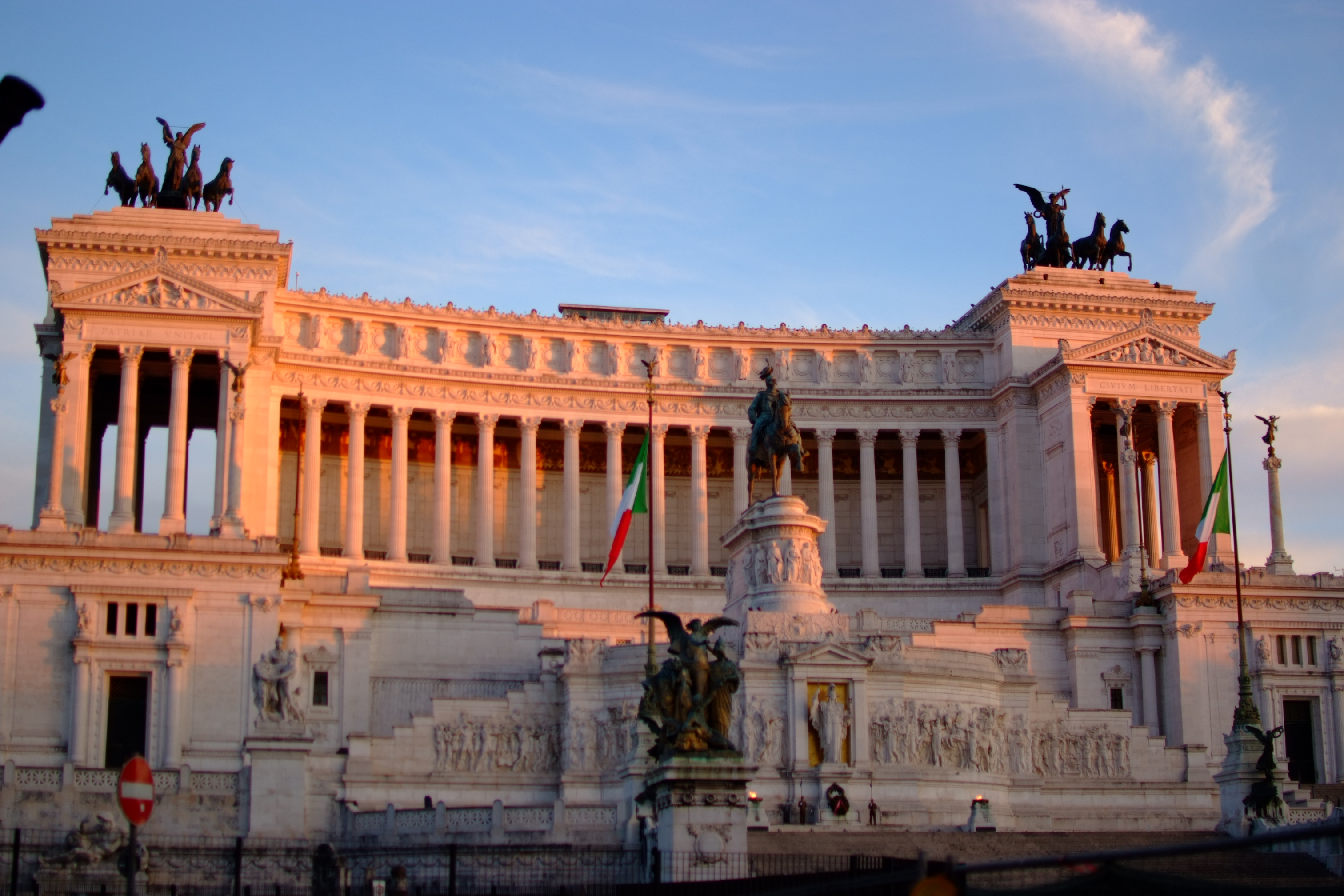
A Vittoriano naplementekor. Oszlopcsarnok, középen a quadrigák

A II. Viktor Emánuel-emlékmű leginkább látványos és feltűnő építészeti eleme a korinthoszi stílusú oszlopokból álló oszlopcsarnok.
A csarnok 72 méter hosszú  a tartó oszlopok 16 méter magasak, oszlopfőjüket acanthus levelek díszítik. A oszlopsor feletti párkányt szobrok díszítik, amelyek az olasz régiók 16 allegorikus megszemélyesítését képviselik. Giuseppe Sacconit Castor és Pollux temploma ihlette, amely a Vittoriano közelében a Forum Romanumon található.

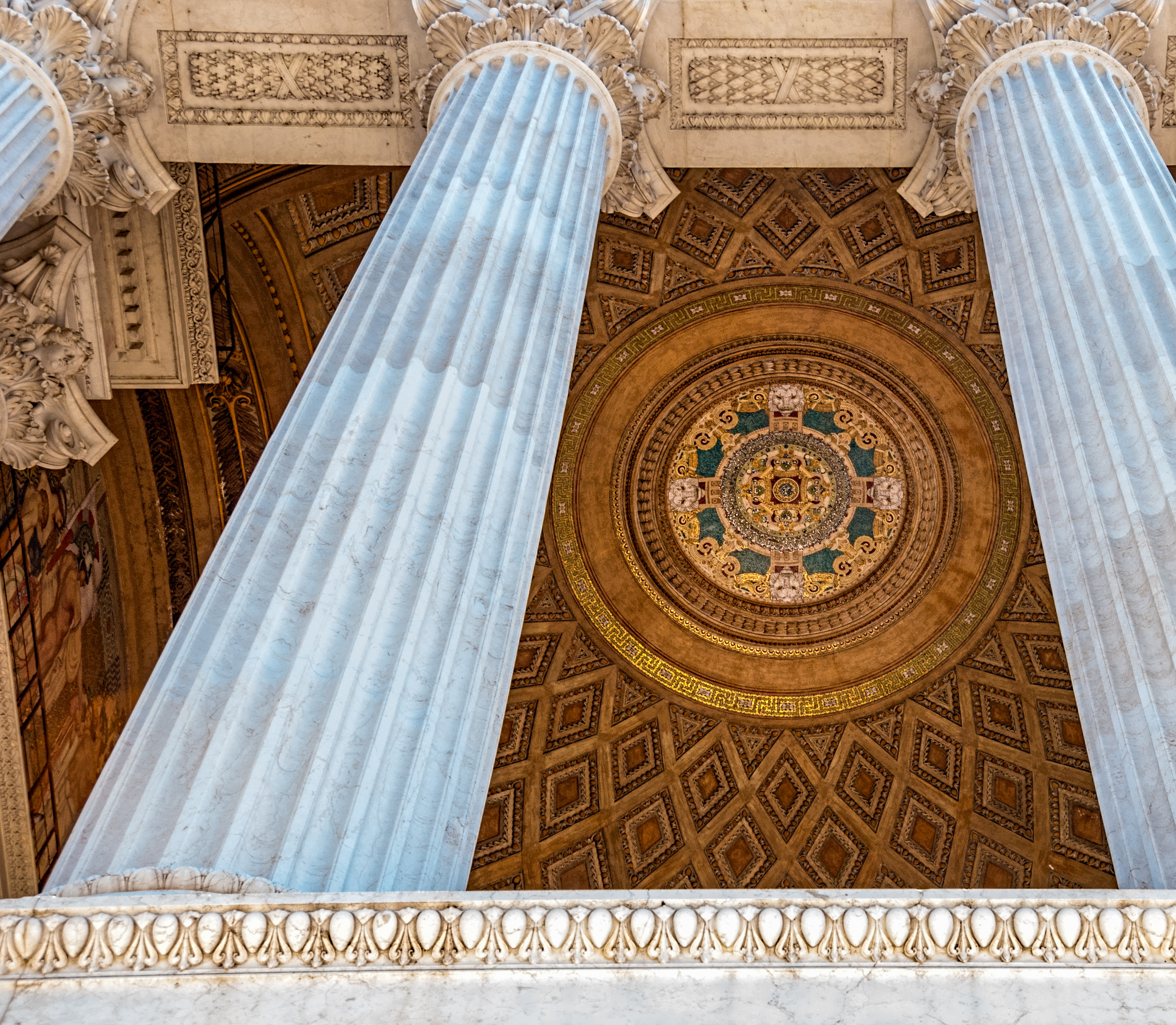
A mennyezet belső dekorációjának részlete

Két latin nyelvű felirat olvasható az oszlopcsarnokban, szabadságot az állampolgárok (Civium Libertati, jobbra) és a egységet a szülőföldnek (Patriae Unitati, a bal oldalon).

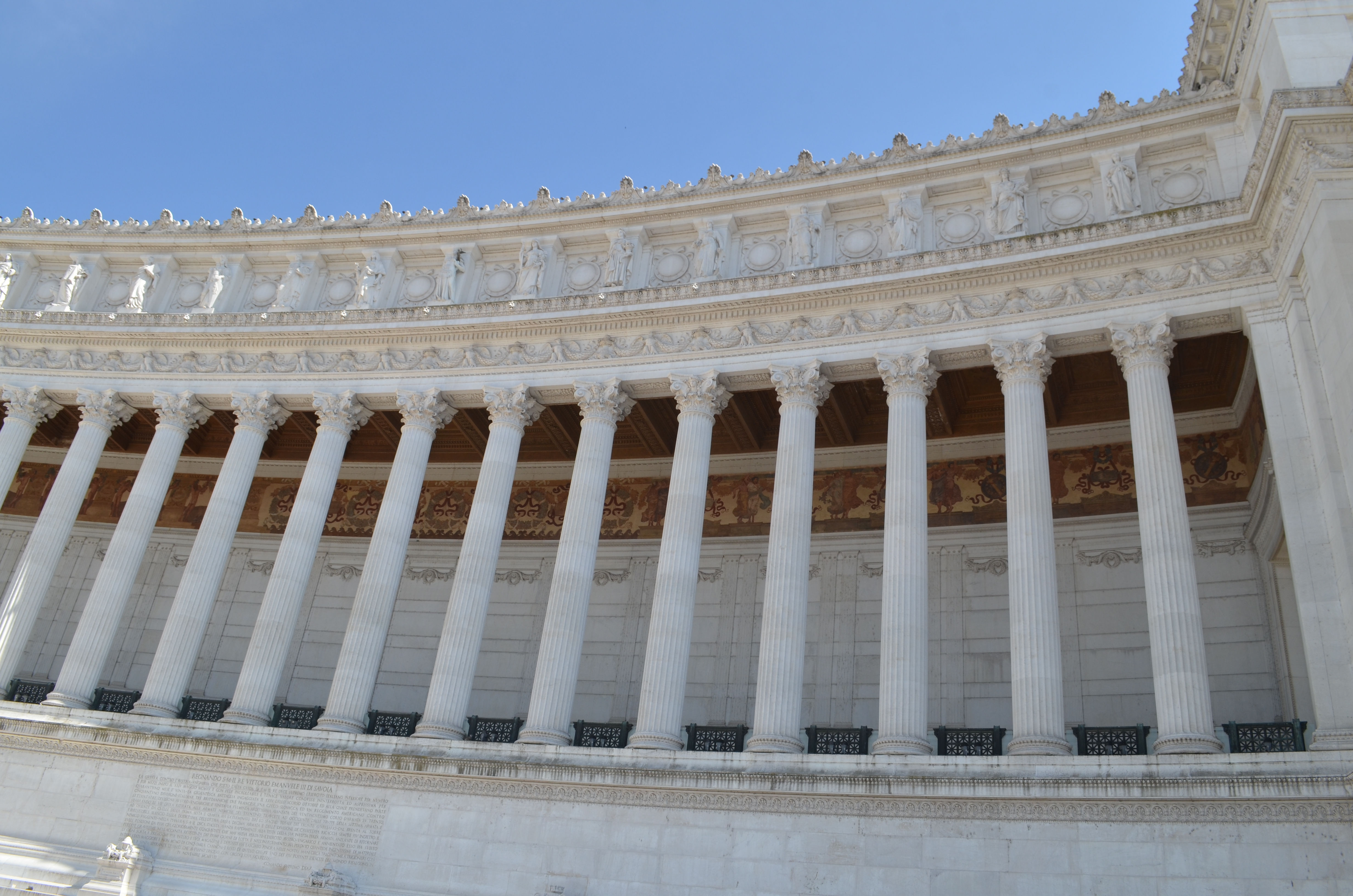
Kilátás az elülső fal belső dekorációjáról oszlopsor mögött

A "polgárok szabadsága" és a "hazai egység" fogalmak összefoglalják azokat az alapokat is  amelyek jellemzik II. Viktor Emánuel hozzáállását Olaszország egyesítéséhez.

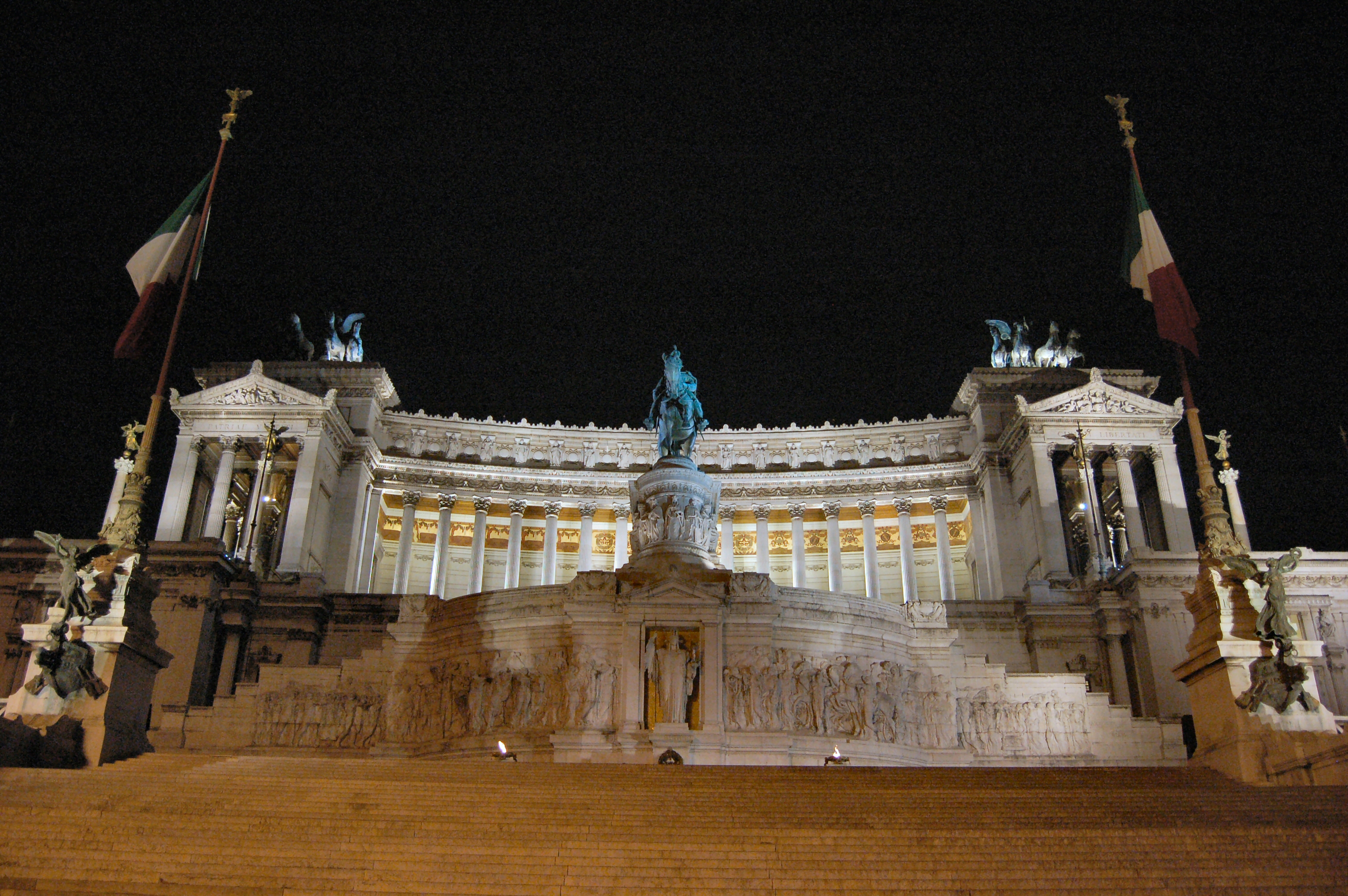
A Vittoriano éjjeli fényben

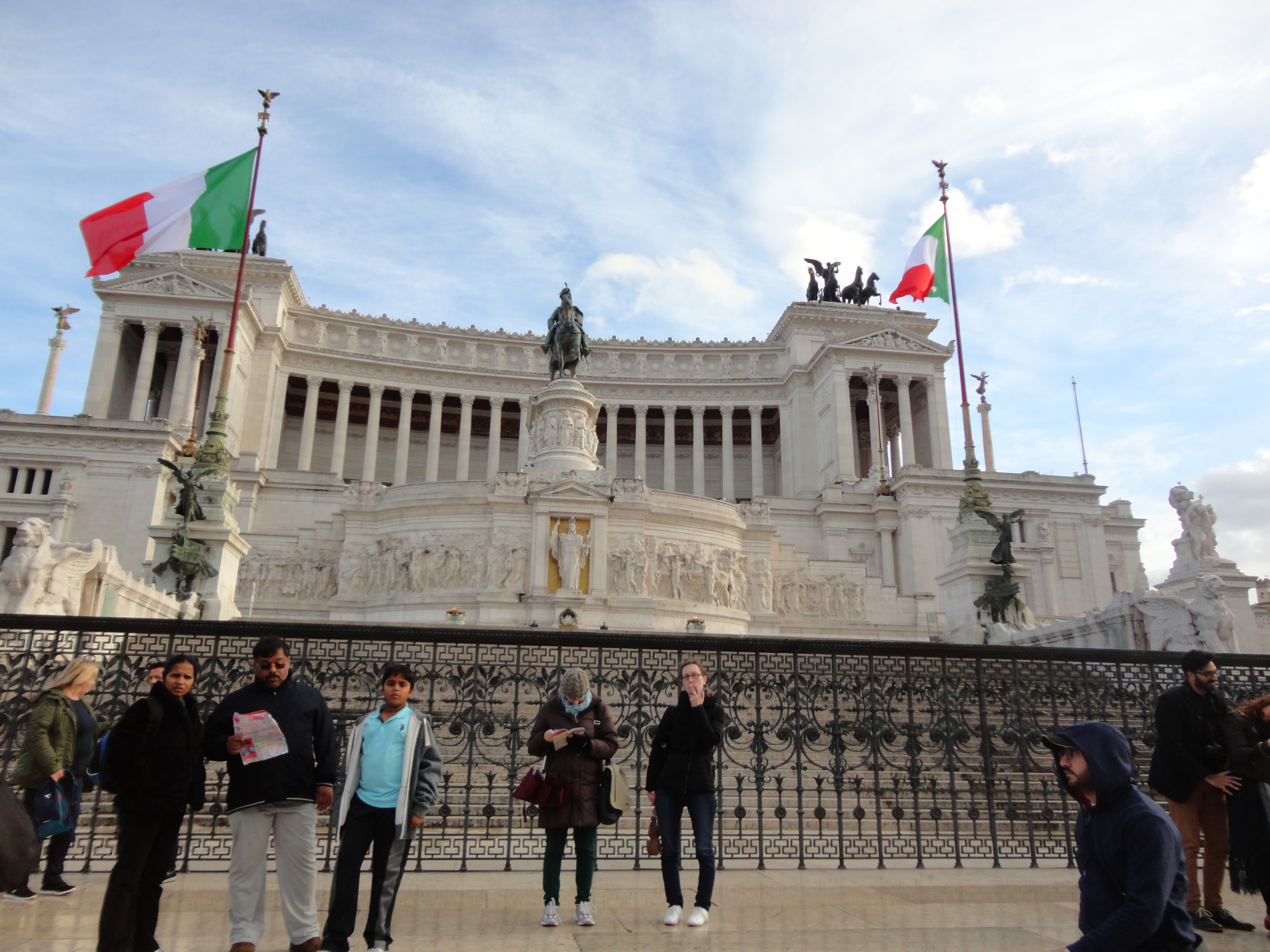
A művészi kapu a Vittoriano bejáratánál

A bal oldali oszlopsor mennyezetének díszítését Giulio Bargellinire bízták; ezekben a mozaikokban innovatív művészeti eszközökre támaszkodott, például különféle anyagok és különféle méretű csempéket használatát, amelyek hajlamosak voltak a fényvisszaverődések létrehozására, és ahol a mozaik ábrázolásainak vonalai az alábbi oszlopok felé mutatnak.
Bargellini mozaikjai ábrázolják a hit, az erő, a munka és a bölcsesség fogalmát.
A jobb oldali oszlopsor mennyezetének díszítésével Antonio Rizzit bízták meg.

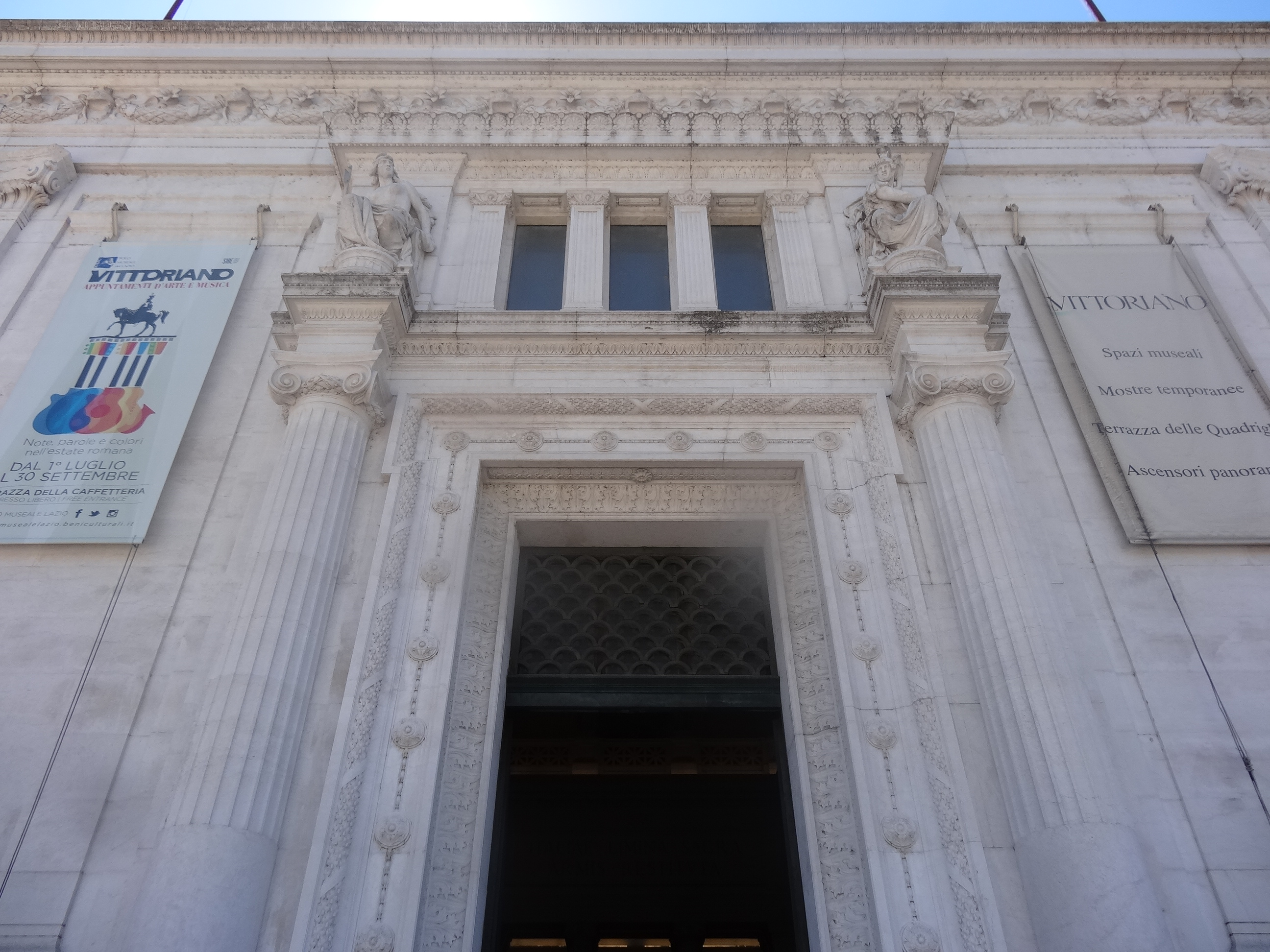
A propiléa két kapuja közül az egyik a belső kiállítási terekhez vezet

A Vittoriano belsejében olasz történelmi múzeumokat találunk. Legfontosabb az Olaszország egyesítését bemutató ("Risorgimento"): a Risorgimento Központi Múzeum (olaszul: Museo Centrale del Risorgimento). Található itt még egy tanulmányi intézet, egy Zászló Emlékművel valamint az ala Brasini elnevezésű művészeti kiállítótér, mely történelmi, szociológiai és kulturális kiállításoknak ad otthont.

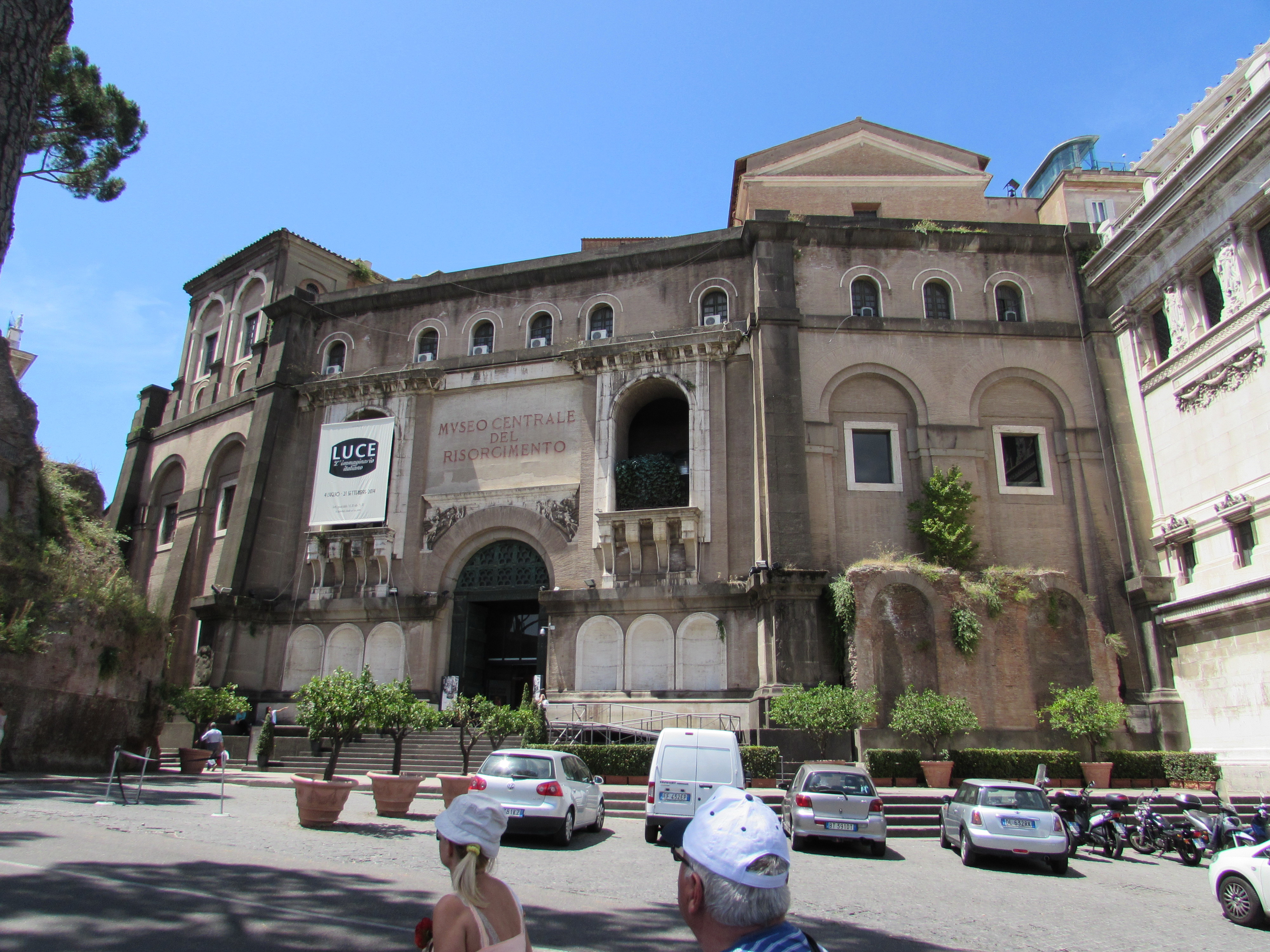
Bejárat a Risorgimento Központi Múzeumba a San Pietro útja felől

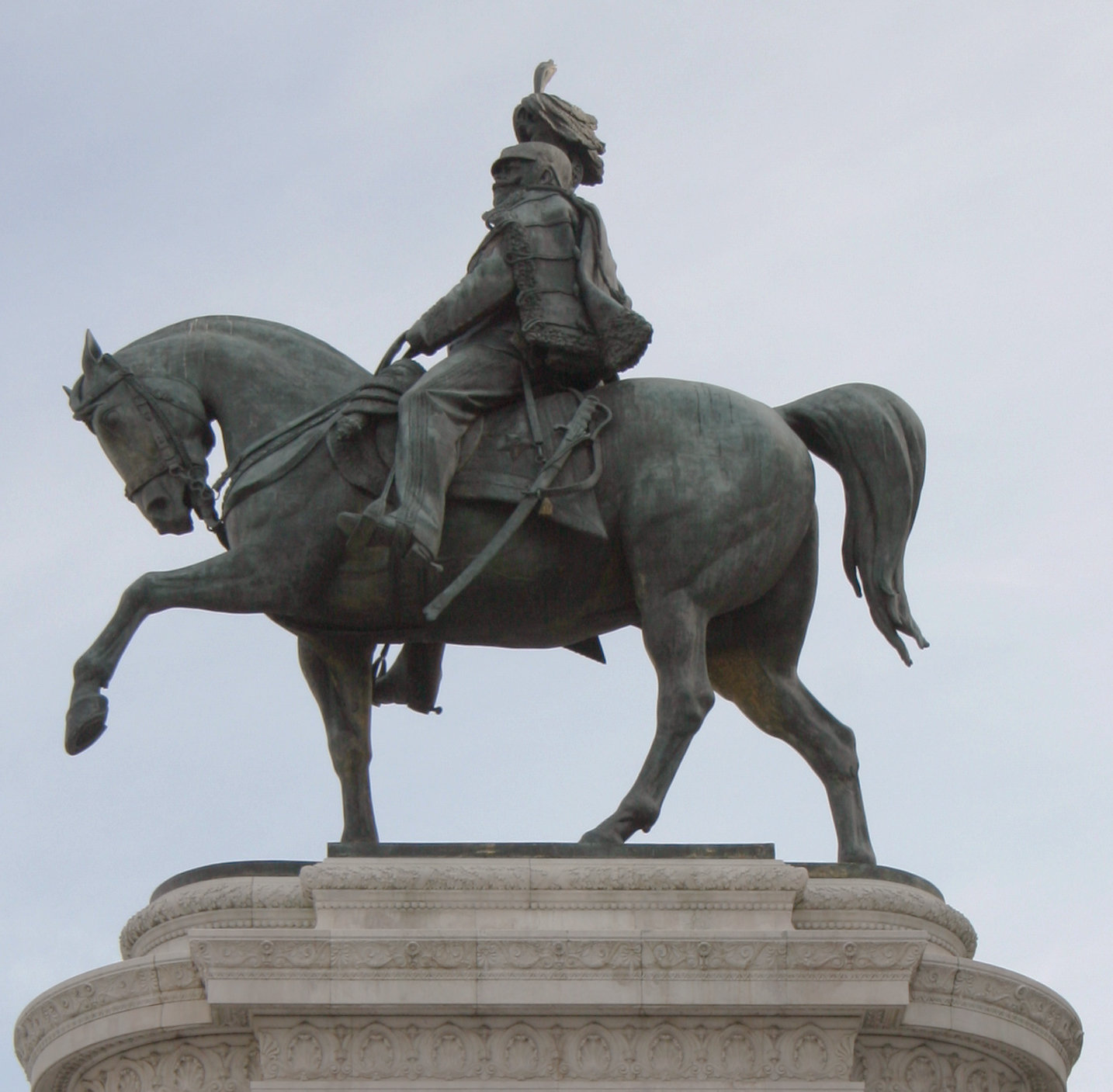
II. Viktor Emánuel bronz szobra
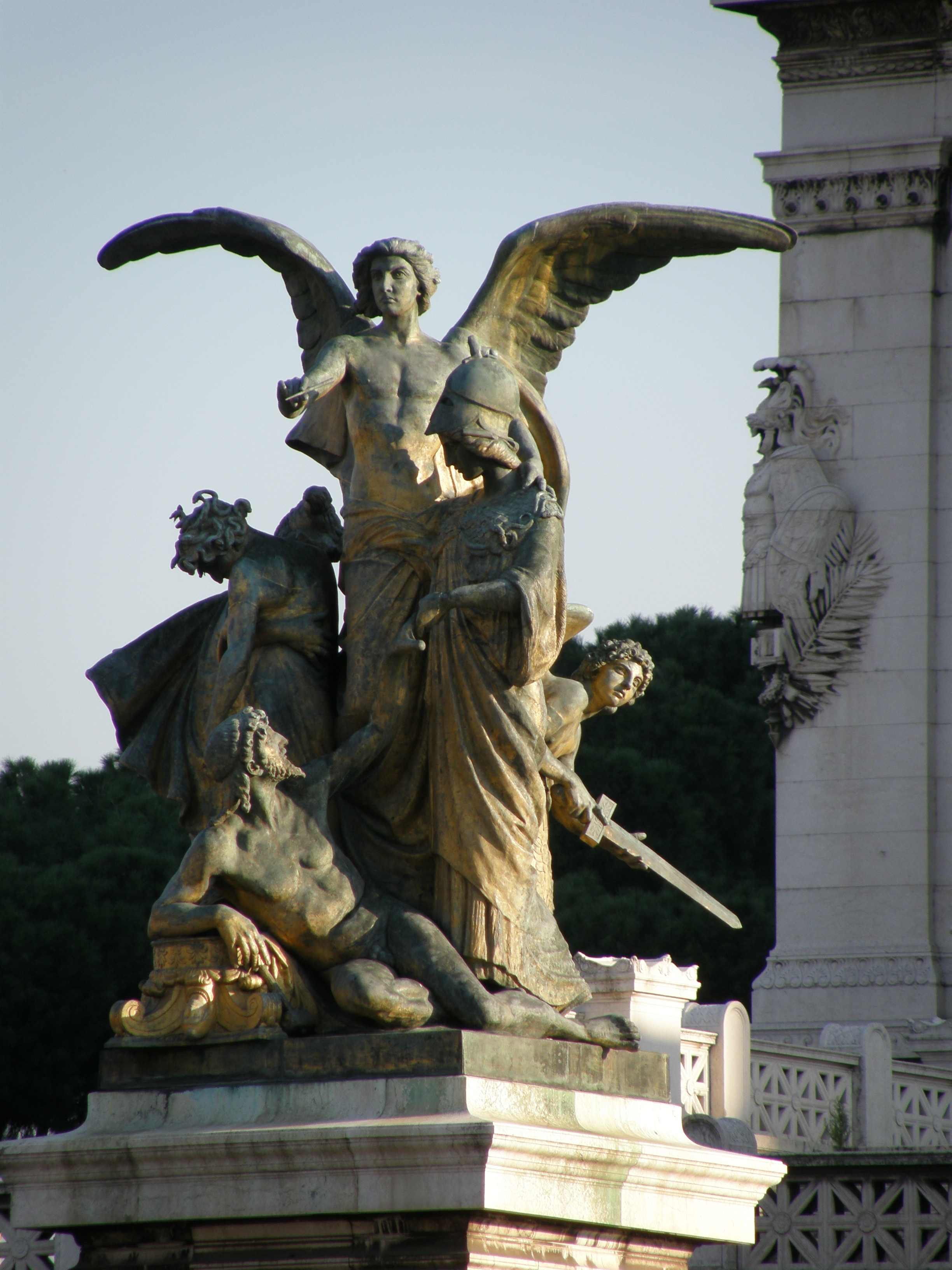
A gondolat, Giulio Monteverde szobra
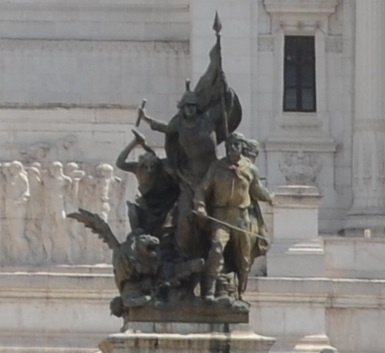
Az akció, Francesco Jerace szobra
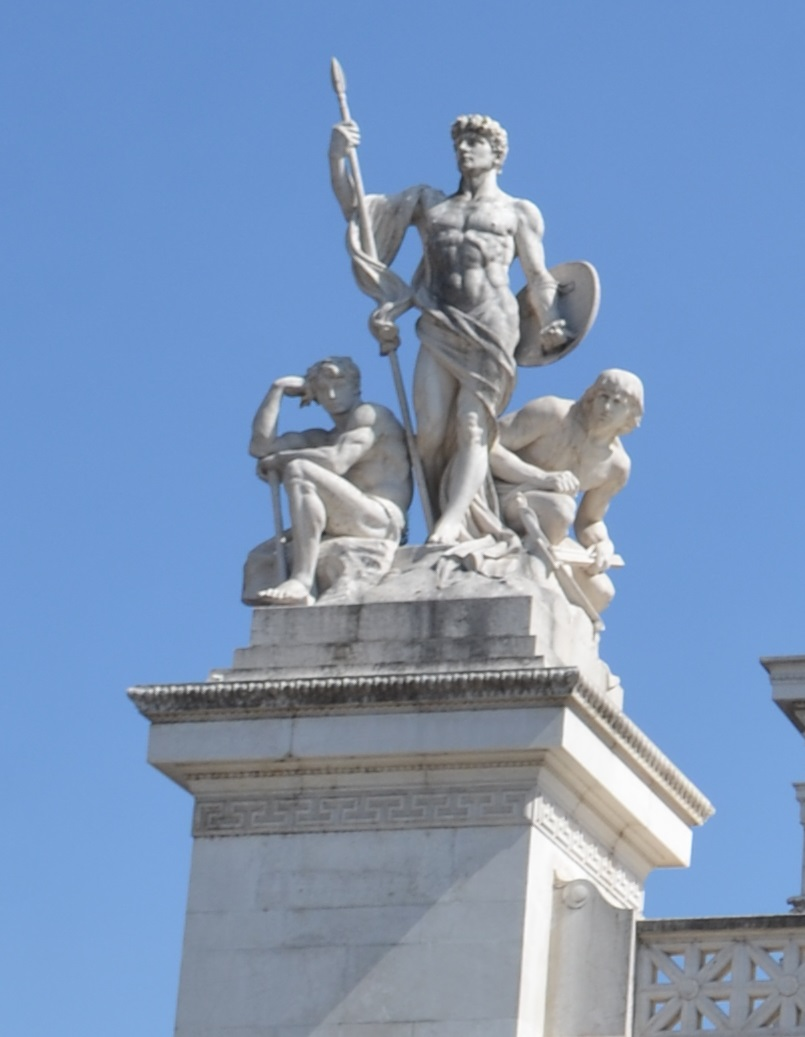
Az erő, Augusto Rivalta szobra
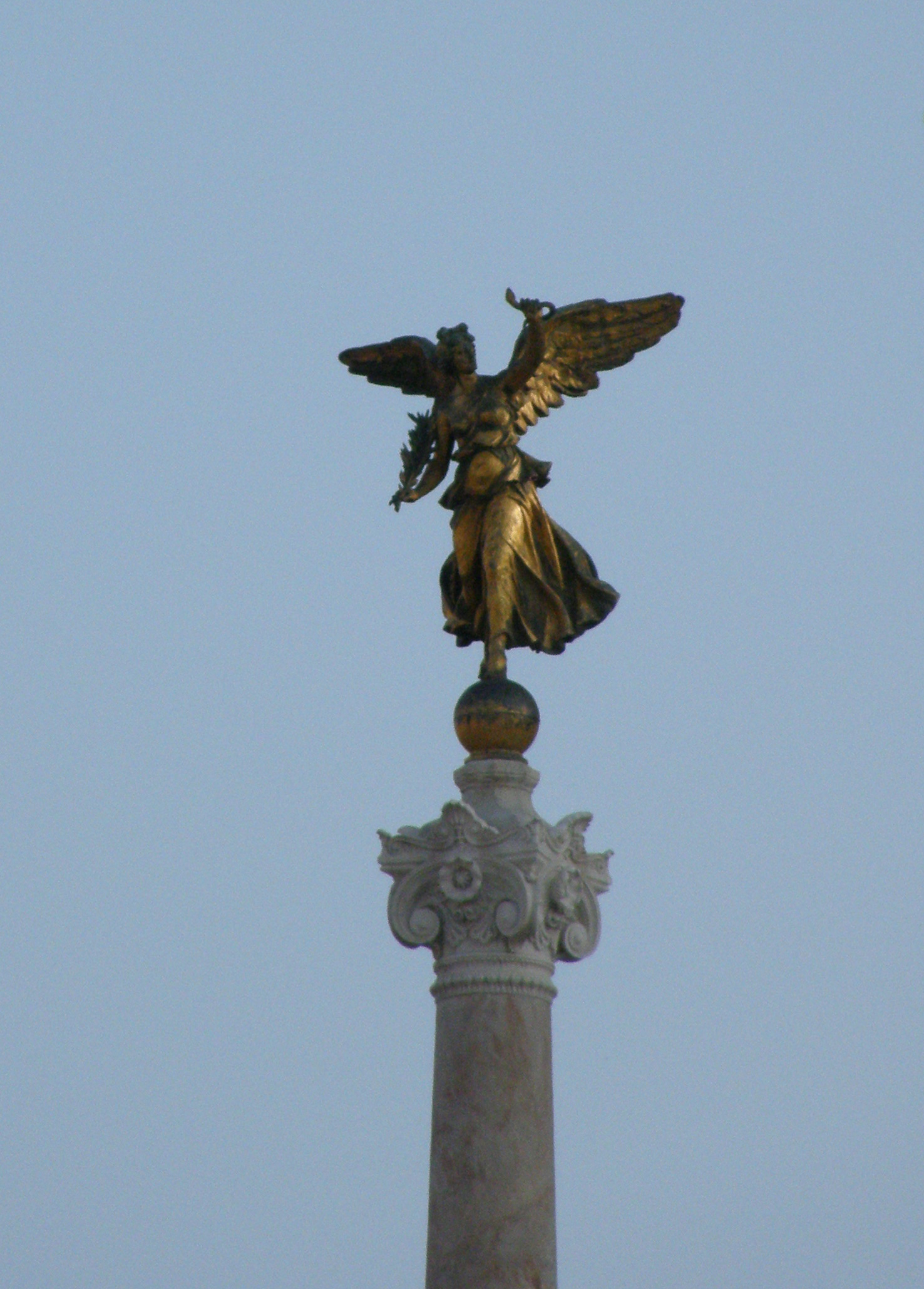
Szárnyas győzelem szobor
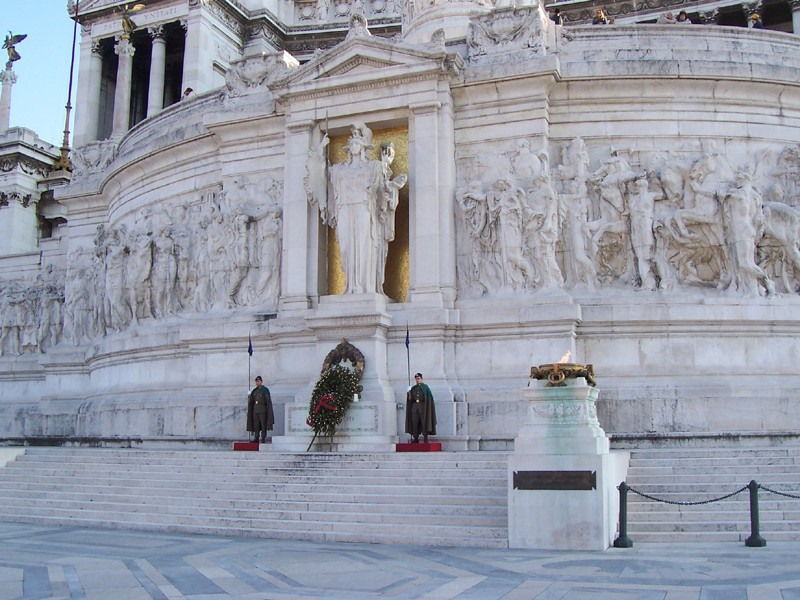
Az Ismeretlen Katona Emlékműve
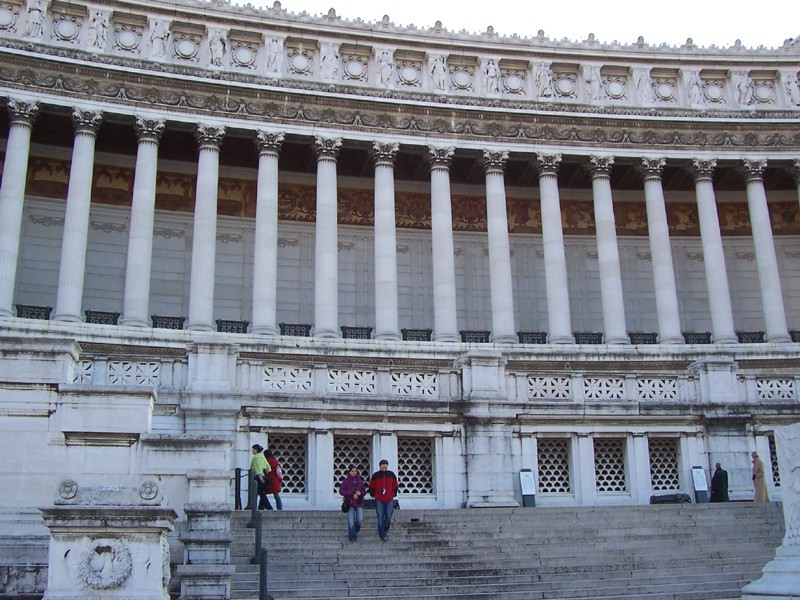
Oszlopcsarnok

## Fordítás
Ez a szócikk részben vagy egészben  a   Victor Emmanuel II Monument című angol Wikipédia-szócikk ezen változatának fordításán alapul.  Az eredeti cikk szerkesztőit annak laptörténete sorolja fel. Ez a jelzés csupán a megfogalmazás eredetét és a szerzői jogokat jelzi, nem szolgál a cikkben szereplő információk forrásmegjelöléseként.